# マーク・ハンナ
マーカス・アロンゾ・「マーク」・ハンナ (Marcus Alonzo "Mark" Hanna, 1837年9月24日 - 1904年2月15日) は、アメリカの実業家、政治家、オハイオ州選出の上院議員(共和党)、共和党全国委員会議長を歴任。大統領ウィリアム・マッキンリーの友人かつ政治的盟友であり、1896年と1900年の大統領選挙において、その資産と経営の才覚をもってマッキンリーの当選に貢献。
1837年、オハイオ州ニュー・リズボン (現在のリズボン)にて出生。十代のとき家族とともに発展しつつあったクリーブランドに転居、当地の高校でジョン・ロックフェラーと同窓になる。大学を中退後、家業に従事。短期間ながら南北戦争に従軍、戦後彼を事業に誘ったダニエル・ローズの娘シャーロット・ローズと結婚。ほどなく会社幹部となり、数多くの分野、特に石炭と鉄鋼に手を広げる。40歳を迎える頃には大資産家となり、政治に関心が向かう。
1884年と1888年の大統領選挙でジョン・シャーマンを支援するが、シャーマンは共和党から大統領候補の指名を得ることができなかった。次の選挙のときにはシャーマンが高齢となることから、マッキンリーの支援に転じる。1895年には事業から離れ、マッキンリーの大統領選選挙活動に注力。次の年、最有力候補であったマッキンリーが指名を得られるように尽力。民主党からはネブラスカ州選出の下院議員ウィリアム・ジェニングス・ブライアンが金銀複本位制あるいは「自由銀」政策を掲げて指名される。ハンナの資金集め活動は記録破りのものとなり、ブライアンへの熱狂的な支持と活動が沈静化するや、マッキンリーは悠々と勝利した。
閣僚の地位を辞退し，代わりに国務長官に就任したシャーマンの後任としてオハイオ州選出の上院議員を受任、1898年と1904年、オハイオ州議会は再任を決議した。1901年，マッキンリーが暗殺された後は、提案されていたパナマ運河の建設に取り組む。1904年に死去するが、マッキンリーの政治的主人であるとハンナを批判したホーマー・ダヴンポートのようなイラストレーターの風刺画のために選挙戦での役割が記憶されている。

## 青少年期と実業家としてのキャリア

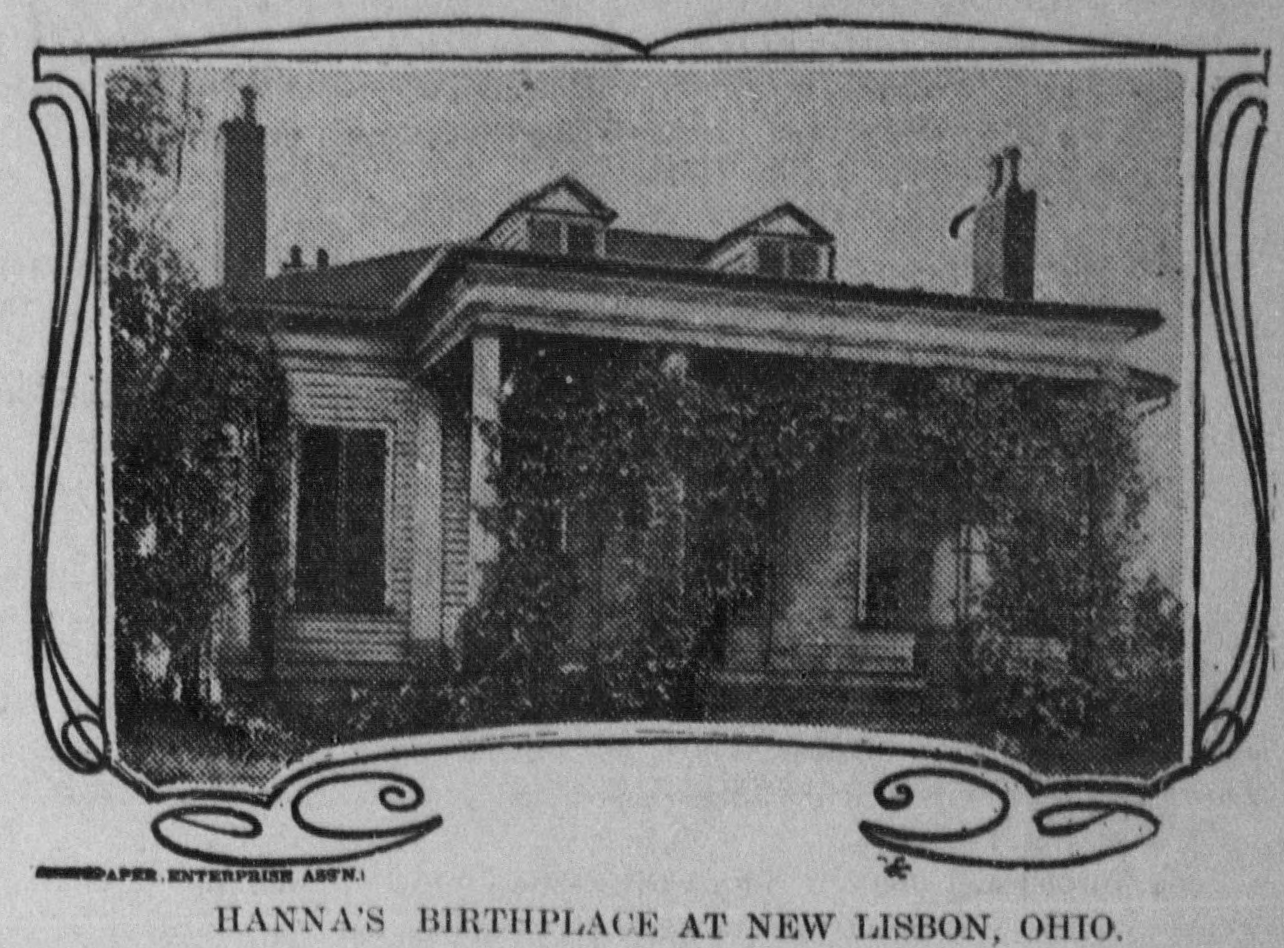
ハンナの生家

マーカス・アロンゾ・ハンナは、1837年9月24日、ニュー・リズボン (1895年にリズボンと改称) においてレオナルドとサマンサの間に生まれた。レオナルドの父ベンジャミン・ハンナは、スコットランド系移民のクエーカー教徒であり、ニュー・リズボンで富裕な商店主であった。レオナルドは、乗馬中の事故で脊椎に傷害を負うまでニュー・リズボンがあるコロンビアナ郡で営業した。事故の後、親族が経営していた現在まで続く食料雑貨卸売会社B・LアンドT・ハンナに加わった。サマンサは旧姓をコンバースといい、11歳のときにバーモント州から西へと転居した。イギリス系であるが、おそらくアイルランド人とフランスのユグノーの子孫と思われる。
マークの伯父カーゼイ・ハンナは、マークを「チビで強くていかつい、ずんぐりとした」少年だと言った。 少年時代、マークは長老派教会の教義に基づいた教室を開いていた地元のパブリックスクールに学んでいた。 地元の少年らによる討論同好会に加わり，黒人はインディアンより不満の種となるかという問題について議論し、黒人側に立って討論した。

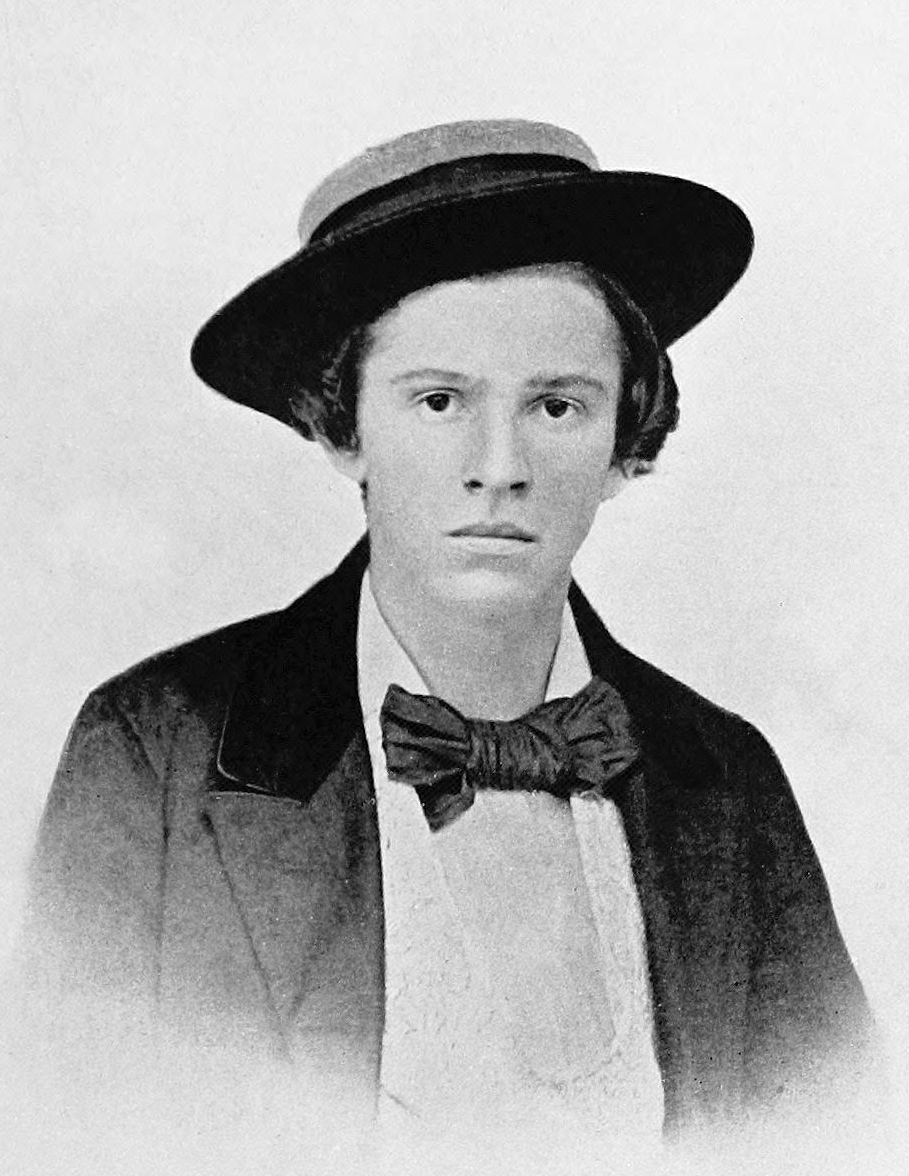
少年時代のハンナ

ハンナ家は、水運の便が悪かったニュー・リズボンまでオハイオ川から運河を引くことに投資していた。 この投資は成功せず、一家は多額の資産を失った。1850年代の初期には、ハンナ家の人々の多くはニュー・リズボンを離れた。レオナルドは、兄弟であるロバートの共同経営者としてクリーブランドにおいて雑貨商を始め、家族も1852年には同地に転居した。 マークは、クリーブランドにおいて、何校かのパブリックスクールに通い、中でもクリーブランド中央高校ではジョン・ロックフェラーと同級となった。高校卒業後の1857年、ウェスタン・リザーブ大学に入学するが、厳粛であるべき儀式の秩序を乱したとして退学させられる。マークは家業について下積みから学んで多くの能力を身につけた。

## 南北戦争に従軍
南北戦争が勃発するまでに、マークは事業の主たる参画者になっていた。父が脊椎の障碍が元で生じた病気によって1862年12月15日に死亡するが、マークは、父の死亡前から共同経営者になっていた。
病身の父と自身の事業での責任を抱えていたが、マークは、代わりの者を雇って入営させることで北軍への入隊を免れることはできなかった。そこで、主としてクリーブランドの若い実業家たちで構成されていた州兵の連隊であるペリー・ライト歩兵隊に入隊した。1864年、マークの所属する連隊は、第150オハイオ歩兵隊として実戦に召集され、ワシントンD.C.防衛の拠点の一つスティーブンス要塞に派遣された。ペリー・ライト歩兵隊が任務にあったとき、南軍のジュバル・アーリー将軍がワシントンへの欺瞞的攻撃を行ったため、短期間ながら戦闘が生じた。しかし、少尉に任じられていたマークは、戦死者をオハイオまで移送する任に当たっていたため、この戦闘には参加していない。連隊のこの任務は1864年8月に解除された。 戦後、マークは、北軍士官とその子弟の団体である合衆国忠誠軍団軍人会のオハイオ管区メンバーに選出された。

## 戦後

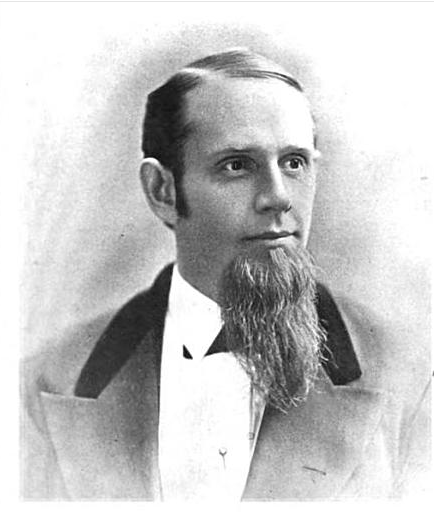
1877年頃のハンナ

南北戦争終結前から、マークは、1862年にフィニッシングスクールから戻って間もないシャーロット・オーガスタ・ローズと出会い、恋仲になっていた。シャーロットの父ダニエル・ローズは、熱心な民主党員であり、1860年の大統領選挙に民主党から立候補して敗れたイリノイ州選出の上院議員スティーブン・ダグラスの遠縁であった。そのため、マークが同州選出の下院議員を経て大統領選に勝利したアブラハム・リンカーンを支援していた事実がダニエルには気に入らなかったが、最後には折れ、1864年9月27日、マークとシャーロットは結婚した。
1850年代と60年代、クリーブランドは大きく成長し、湖岸の小都市から五大湖沿岸屈指の商業都市となり、オハイオ州南部のシンシナティと張り合うほどになった。 1865年に平和が回復すると、マークは独立して事業に乗り出した。石油製品の需要を見越し、精製所を設立し、快速湖上輸送汽船「ラック・ラ・ベル」に多額の投資をしたが、いずれも保険をかけないまま、船は沈没し、製油所は火災に遭った。この損失により、破産寸前に追い込まれた。 マークの伝記を執筆したハーバード・クロリーによれば、「彼は実業家人生における最初の9年間、経験以外のものはほとんど何も得られなかった」という。 岳父ダニエルは、マークの素質を高く買っていたため、1867年、彼を自分の会社の共同経営者として迎え、自身はほどなく引退した。この会社がローズ社 (後のM・A・ハンナ社) であり、主として石炭と鉄鋼を商っていたが、マークの経営のもとで多角化した。 同社は鉄道事業、特に、同社の貨物輸送を担っていたペンシルバニア鉄道の経営から手を引いたが、後にマークは同鉄道の専用線を含む2つの鉄道会社の取締役になっている。
1868年の大統領選挙では、共和党から出馬した北軍の将軍ユリシーズ・グラントを支持した。戦争中に行われたドル紙幣の増発によるインフレのため、商人らは1ドル紙幣を35セント金貨と等価として受け取っており、ローズ社のカナダにおける取引に支障をきたしていたのである。マークは、当選したグラントに通貨の価値を回復させる政策の実行を期待していた。 会社は多くの船舶を建造し、それ以外に各事業からも利益を得たが、その際、ローズ社の汽船が用いられた。 マークは、また、クリーブランドのオペラハウスを買収し、利用料が十分支払えないときでも開場を許した。
グラント政権の4年の間に、マークは政治に身を置くことになった。最初は純粋に地元の政治に関心を持ち、市やカヤホガ郡の公職に共和党の候補を推した。 1869年にはクリーブランドの教育委員に選出されたが、その頃、頻繁に事業のために出張しており、会議には所定の半分以下しか出席しなかった。 1873年、マークは地元での不祥事と党幹部の圧力に嫌気が差し、改革を掲げてクリーブランド市長選に立候補した民主党の候補者を当選させるために、短期間ながら他の共和党員と党を離れた。

## キングメーカーとしての台頭 (1880年–88年)

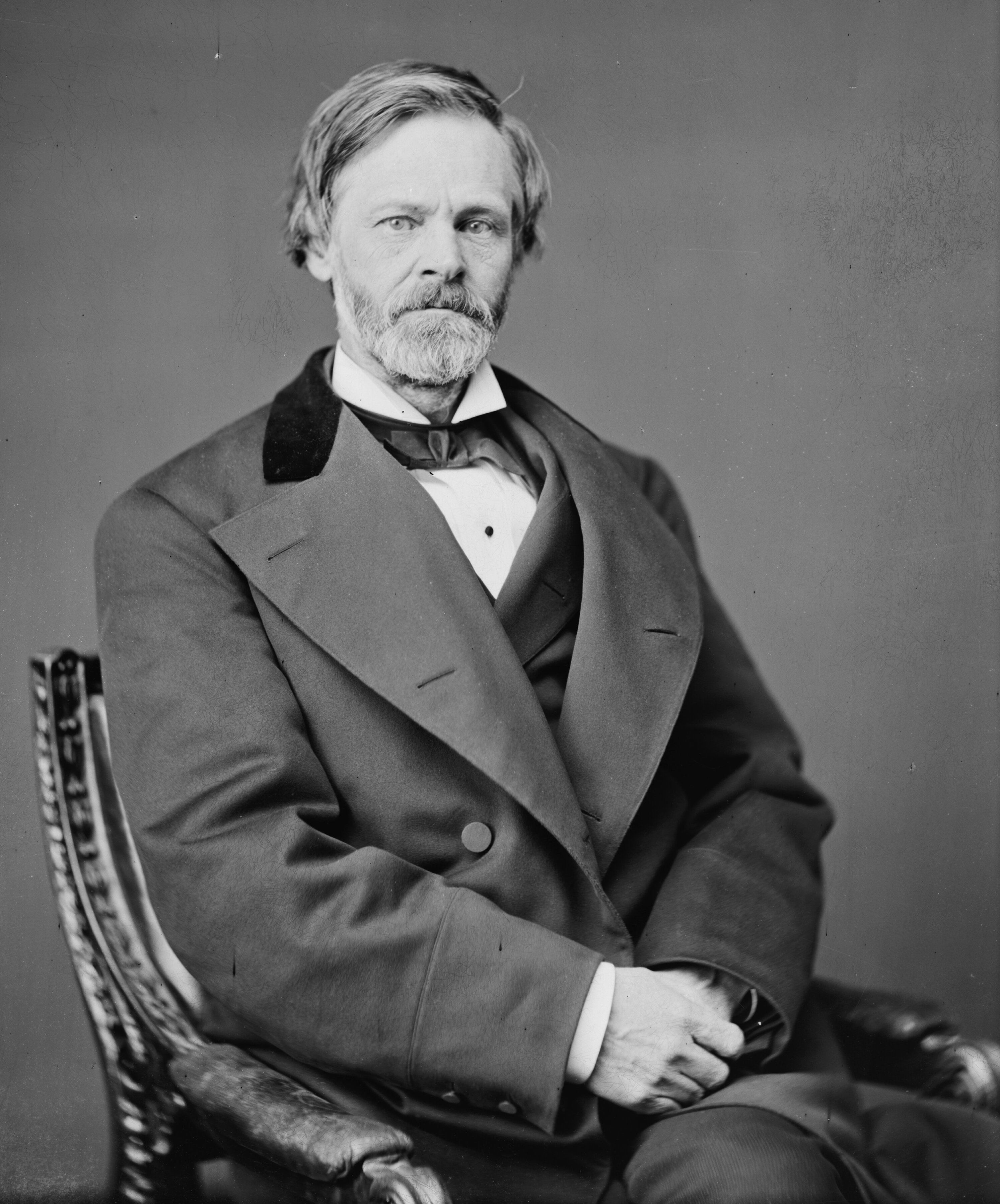
ジョン・シャーマン。ハンナは、マッキンリーを支持する前には彼を大統領に当選させようとしていた。

1880年、「クリーブランド・ヘラルド」新聞社を傘下に収める。このことは、クリーブランドの共和党系新聞「クリーブランド・リーダー」のオーナーであったエドウィン・カウルズの怒りを買った。マークが新聞社を手放すまでの5年間、カウルズは自分の新聞で辛辣に攻撃を加えた。マークの伝記を書いたウィリアム・T・ホーナーによれば、この逸話が10年以上後にハースト系の各紙によって発展することになる報道に見られるマークの否定的イメージの始まりであったという。 カウルズの新聞は、マークに「マーカス・オーレリアス」という渾名をつけて個人攻撃を加えた。この渾名は、同名のローマ皇帝から取っただけのものであり、実際の皇帝の事績によるものではないが、その後のマークはそう呼ばれ続けることになった。
1880年時点での現職大統領ラザフォード・ヘイズは2期目を望まなかったので、36回もの指名投票を経て、共和党はオハイオ州選出の下院議員ジェームズ・ガーフィールドを指名候補とした。被指名者は、共和党全国大会にオハイオ州人の同僚、財務長官ジョン・シャーマンの運動のマネージャーとして参加していた。ガーフィールドはシャーマンを推薦する演説を行って代議員らに感銘を与えたが、むしろ候補者として押し上げられた。マークはこの全国大会には出席しなかったが、選挙戦では非常に活動的であった。ガーフィールドの個人での選挙戦にかかる費用を工面するため、実業家からなる献金団体の設立を助けた。ガーフィールドは、いわゆる玄関活動を展開、しばしば政治家や他の面会者を前にメンターの自宅で演説した。1904年、マークの死後、後継として上院議員となったチャールズ・ディックによれば、「ハンナ氏は、この国の個人としてガーフィールド氏の選挙にかかわった」という。
伝記作家クロリーによれば、マークは、元大統領グラントとニューヨーク州選出の上院議員ロスコー・コンクリングの州内での応援演説実現の調整役をしていたという。また、クロリーは彼が2人の敵対者を説得してメンターのガーフィールドを訪問させたとしている。その2人とは、共和党内でガーフィールドの混和派（共和党）と対立していた守旧派（共和党）のメンバーである。グラントにメンターを訪問させることは、党の団結を示す上で重要であるとされた。グラント本人も1880年の大統領選挙出馬を模索していたが、彼の派閥はグラントに指名を獲得させることができなかったのである。グラントがマークの助力なしに訪問を決意したと示唆する説もあるが、伝記作家ホーナーは疑問を差し挟んでいる。ガーフィールドは公務員制度改革に意欲を示していたが、マークは選挙運動に協力した人々に官職をもって報いるべきと考えていたので、これには反対であった。それにもかかわらず、同じオハイオ州出身者としてマークはガーフィールドを強く支持し、11月の投票では、共和党からの立候補者としてガーフィールドが南北戦争における北軍将軍ウィンフィールド・スコット・ハンコックを僅差で破った。 マークは、ガーフィールドの選挙運動に企業家の協力をとりつけるため州内を奔走し、資金面で貢献した。
ホーナーは、選挙戦におけるマークの貢献は報いられてしかるべきものと指摘するが、結果としてはガーフィールド政権において地位を得ようとはしなかった。政治的立場の違いからガーフィールドに何も求めなかったものとホーナーは推測している。ガーフィールドの政権は、彼自身の暗殺をもって6か月の短さで終わりを迎える。大統領の遺体がクリーブランドに運び込まれたとき、マークはその引取りを行う担当者となり、葬儀とレイクビュー墓地への埋葬を引き受けた。その墓地には、20数年後、マーク自身も埋葬されることとなった。

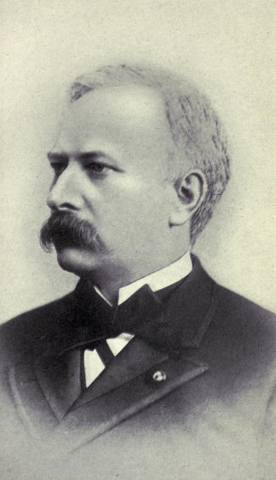
ジョセフ・ベンソン・フォラカー

1884年、当時上院議員であったシャーマンの大統領選出馬を支持し、1884年共和党全国大会代表選挙に臨んだ。ガーフィールドの後任大統領であったチェスター・A・アーサーも再選を模索したものの、共和党内からの反対に遭っていたのである。 マークがシャーマンを候補者として支持したのは、金本位制に賛成であり、事業上の問題の解決に貢献したからであるが、オハイオ州出身だからでもあった。 地元の集会ではカウルズの反対に阻まれたが、オハイオ州の大会で州の全国代表として選出された。全国大会では、同じくオハイオ州代表となっていた、シンシナティの判事でその後マークと20年以上にわたって政界で同様の地歩を築いていったジョセフ・ベンソン・フォラカーとともにシャーマンを推す勢力に加わった。オハイオ州の代表団は、シャーマン支持派とメイン州選出のジェイムズ・G・ブレイン上院議員を推す派との激しい対立に直面した。フォラカーはシャーマン支持演説で全国的な共感を得、マークも彼が指名を得られるように奮闘したが、ブレインが圧勝した。非オハイオ人である者が候補者となったことで、マークは1880年のときよりも共和党候補の支援に熱心でなくなった。ブレインは、民主党の候補者であるニューヨーク州知事グロバー・クリーブランドに敗れることになった。
クリーブランド政権下では、マークは自分の事業を続けながら、シャーマンの再起のための準備をしたが、1885年まで接触することはなかった。そうしたこともあったものの、2人の間には平穏な関係が育まれた。 クリーブランド大統領は、マークをユニオン・パシフィック鉄道の取締役に指名した。同社の取締役の一部は政府が任命することになっていたからである。この指名にはシャーマンの推薦よるものとされている。マークの同社での働きは社長であるチャールズ・フランシス・アダムズ (2世)から高く評価された。石炭事業の知識によりこの分野の委員会のトップに就任することになった。 1885年と1887年には州知事に当選したフォラカーの選挙参謀と資金集めを務めている。

## マッキンリーの後援者として（1888年-96年）

### 初期の関係

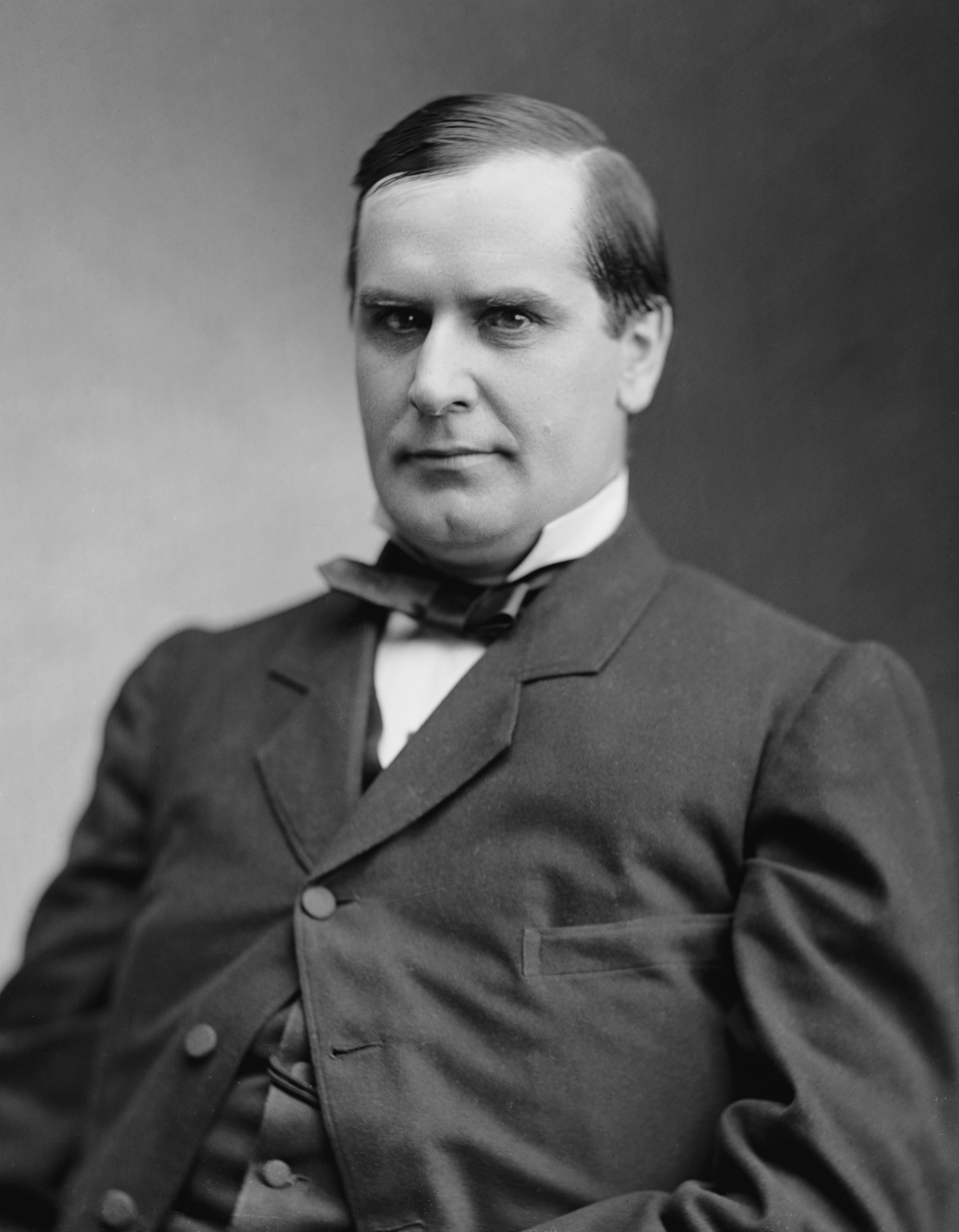
1870年代のウィリアム・マッキンリー

ウィリアム・マッキンリーとマークがいつ互いに面識を得たかははっきりしない。双方ともが覚えていなかったからである。マッキンリーは1896年に、マークとの交友について20年以上続いたものと言及している。一方、マークは1903年に、1876年以前マッキンリーと面会したと回想している。マッキンリーの伝記を執筆したウェイン・モーガンは、1871年に2人は面識を得たものの、互いにさしたる印象を受けなかったのだろうと示唆している。
1876年、マッキンリーが、賃金カットを企図した鉱山主らに対抗して暴動を起こした炭鉱夫を代理する弁護士であったときに、2人はたしかに面会している。マークもそうした不安にさられた鉱山主の一人であった。ラザフォード・ヘイズ州知事が動員した民兵がスト参加者に対して発砲し、23名の鉱夫がマッキンリー名誉少佐（南北戦争従軍の功による称号として知られる）の故郷であるオハイオ州カントンにおいて裁判にかけられることになった。マッキンリーは鉱夫らの弁護人となり、1人を除く全員を釈放させることに成功した。 マッキンリーのこの勝利は、2大政党双方の労働者階層の共感を呼び、後年の下院議員選挙勝利へとつながった。マークは、「彼が下院議員になってからすぐに友人同士になった。私達の友情は年々深まることになった」と回想している。
マークが「クリーブランド・ヘラルド」を売却したことでカウルズの敵意は止んだので、1888年の共和党全国大会への地域代表としてマークが選出されるにあたっては困難はわずかとなった。全国代表の中には州知事フォラカーと下院議員マッキンリーがいた。マークは、シャーマンの選挙戦のために多額の資金調達をし、その責任者と広く信じられていた。シャーマンは、当時の慣例どおり、ワシントンにとどまり、シカゴで行われた大会には参加しなかった。報道では、シャーマンを支持するフォラカー州知事が、任期の候補者の立候補を表明するか、ブレインが出馬しようとするならブレインを支持するだろうと推定されていた。 大会は、シャーマンがトップに立ったものの指名を確保することができずに暗礁に乗り上げた。 マークの伝記を執筆したトマス・ビアによれば、そこで以下のようなことがあったという。

At the Republican convention of 1888 an accident displayed Major McKinley favorably to Marcus Hanna.  A distinct faction, made up of men from every part of the country, approached him with a suggestion that he let himself be nominated.  McKinley refused, and bluntly.  He had come there pledged to support John Sherman and he would support John Sherman ... Mr. Hanna's admiration of Major McKinley was profuse.  He appreciated men who stuck to a losing bargain.
（訳）1888年の共和党大会において、ある出来事のために、マーカス・ハンナはマッキンリー名誉少佐に好感を抱くことになった。各地から参集した人々によって形成された分派が、マッキンリーに自ら出馬するように働きかけたのだが、彼は憤然としてそれを拒否した。自分はジョン・シャーマンを支持するために来たのであり、あくまでシャーマンを支持するのだと。ハンナ氏は惜しみない賞賛をマッキンリー少佐に贈った。無に帰そうとしている約束であっても守ろうとする者を高く買っていたのだ。

立候補を表明していなかったにもかかわらず、マッキンリーは少数ながら票を獲得し始めた。マークは、マッキンリーこそが指名を得られるであろう唯一のオハイオ州人であると思うようになり、大統領選に勝てる唯一のオハイオ州の共和党員であるこの下院議員に有利になるようにシャーマンは降りるべきだと電報で示唆した。 シャーマンは、このときの選挙が自分にとって絶好の好機だと思っていたので、これを拒否した。マークもそれを受けて最後までシャーマンのために尽力することにしたが、自ら立つことを拒否したマッキンリーの忠誠心に感銘を受けた。フォラカーは、ブレインを支持したが、彼が立たないとなると、シャーマン支持に戻った。最終的に、インディアナ州選出の元上院議員ベンジャミン・ハリソンが指名候補となった。マークは、フォラカーの裏切りを許さなかった。1888年以降、この2人の間には反目が生じ、オハイオ州の共和党は2派に分裂することとなり、1904年にマークが死ぬまで分裂が収まることはなかった。フォラカーは、マークが1888年の大会で南部から出席した代表を買収したせいだと述懐している。 しかし、オハイオ州の新聞発行人J・B・モローはフォラカーに反論している。「1888年の大会には自分も出席したが、フォラカー上院議員（後にそうなった）は会場にいたオハイオ人と代表者たちにブレインの友人と秘密工作をするなど大変なスキャンダルをもたらした。…ハンナ氏は、そういうフォラカー議員の背信に怒ったのだ」と。 ホーナーによれば、フォラカーはこの紛争さえなければ、マッキンリーではなく自分が大統領になっていたかもしれないと思いつつ、年々この2人に対する恨みを募らせていったという。
選挙戦の結果、ハリソンは大統領に当選した。マークは、ハリソンがインディアナ州人であるものの、オハイオ州生まれであることをせめてもの慰めにして選挙戦の資金集めに奔走した。ハリソンは、マークに対して資金集めの返礼としての官職の分配を規制しなかった。そこで、政権にオハイオ州人を送り込んだ。ハリソンは1892年に共和党候補として再選を期そうとしたが、1896年こそが真の好機であったかもしれない。そのとき、シャーマンは73歳となり、大統領選に出馬するには高齢であると思われたからである。 マークは、マッキンリーに惚れ込むようになり、政見についても多くの点で一致していた。1888年に始まった関係は一層深いものになっていった。
マッキンリーの伝記を執筆したマーガレット・リーチは次のように述べている。

In choosing McKinley as the object on which to lavish his energies, Hanna had not made a purely rational decision.  He had been magnetized by a polar attraction.  Cynical in his acceptance of contemporary political practices, Hanna was drawn to McKinley's scruples and idealistic standards, like a hardened man of the world who becomes infatuated with virgin innocence.
（訳）心血を注ぐ相手としてマッキンリーを選ぶにあたって、ハンナは純粋に理性的な決断をしなかった。彼は強烈な魅力に引かれていたのだ。当時の政治的実戦からは皮肉なことに、ハンナは、タフで鳴らした男が無垢な処女にうつつを抜かすように、マッキンリーの良心と理想に惹きつけられたのだ。

しかし、マークの伝記作家クラレンス・A・スターンは、マークがマッキンリーのシャーマンに対する忠誠心を賞賛する一方で、彼がマッキンリーのキャリアを売り込むことにした最大の理由がマーク自身も支持する高率の関税の擁護者であったことにあると示唆している。
マークとベンジャミン・バターワースら同調者は、1889年にフォラカーが州知事に3選されることに反対した。フォラカーは公認こそ得られたものの、一般投票で落選した。 同年11月、マークはマッキンリーのアメリカ合衆国下院議長選を支援するためにワシントンを訪問したが、これは不首尾に帰し、別の共和党議員トーマス・ブラッケット・リードが選出された。
1890年、マッキンリーは下院議員選に落選した。これは、彼のキャリアにおいて大きな後退とは見られていなかった。選挙区の区割りにおける民主党側のゲリマンダーと、マッキンリー関税――物価の上昇につながる関税の増税案のせいだと思われている。しかし、彼が1891年の州知事選挙において共和党からの候補者指名を獲得するであろうというのは衆目の一致するところであった。マッキンリーの立候補について要する注意は大したものではなかったので、マークは、オハイオ州議会によってシャーマンが上院議員に再選されるように、共和党からの候補者選出のための資金集めに多大な時間を費やした（1913年にアメリカ合衆国憲法修正第17条が批准されるまで合衆国上院議員は各州の州議会で選任されることになっていた）。オハイオから同じくらい遠いニューヨーク州とアイオワ州へと、一部はマッキンリーのために、大部分は共和党州委員会のために献金を募りに歴訪した。
1891年にマッキンリーが州知事に当選したことや共和党が州議会で多数を占めたことは、シャーマンの再選を保証するものではなかった。フォラカーが州選出の上院議員の椅子を狙っていたからである。マークは、議会によるシャーマンの上院議員選出を確実にしてくれる共和党の党員集会での彼の勝利を確保するに十分な党員の支持を維持することに一役買った。調査員を雇って隠れている議員、フォラカー支持とみられる議員を探し出させてシャーマン支持に切り替えるように取り計らった。 スターンは、フォラカーの敗北は「大部分、ハンナの努力の賜物だ」としている。 共和党員には総じて不調の年にあってマッキンリーが勝利を収めたことは、彼自身が大統領選を闘える者になることにつながり、マークがマッキンリーを巻き込み、シャーマンが勝利したことは、政治家としての地位を確立することにつながったのである。ハリソン大統領は、自分に対して好ましからぬ態度をとり、再選にも反対していたマークに対して、共和党全国委員会会計部長の地位を提供して懐柔しようとした。マークは、これを政権への恩に着せるものと感じ、辞退した。

### 出馬への準備

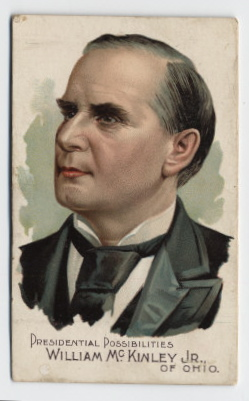
マッキンリー自身は1892年の大統領選挙には出馬していないが、ジェームズ・ブキャナン・デュークのタバコ会社は、マッキンリーをその年大統領になる可能性があるとして、カードを発行した。

早くも1892年に、マッキンリーとマークは1896年の選挙戦の準備を始めている。チャールズ・ディックは、共和党の州議長になるよう持ちかけられたことを回顧している。

I went first to see Governor McKinley.  He urged me to accept and asked me to see Mr. Hanna, which I did the next day.  The reasons both urged were that the campaigns from 1892 down to 1896 must be conducted with a view to bringing about McKinley's nomination in 1896.  McKinley spoke of it and so did Mr. Hanna.
（訳）はじめにマッキンリー州知事に面会しに行った。彼はあの件を受諾するように急かし、また、ハンナ氏にも会うように言ったので、翌日会った。この2人が急いでいたのは、1892年から1896年までの選挙活動は1896年にマッキンリーに指名を獲得させることを目的としていたからにほかならなかった。マッキンリーはそのことを言ったし、ハンナ氏も同様だった。

ハリソン大統領が自分の党においても不人気であることを露わにしたので、1892年の初めには、マッキンリーが有力候補として語られるようになっていた。 ミネソタ州ミネアポリスで開催された1892年共和党全国大会において、マッキンリーの基調演説は会場から暖かい喝采で迎えられた。しかし、この人気ぶりは代表団の投票には必ずしもつながらず、ハリソンの支持者が一貫して大会を主導していた。マークはオハイオ州の代表として参加し、マッキンリーを代表団に売り込んだ。マッキンリーは立候補を宣言しなかったものの、これまた自ら立候補しないと表明していた2位のブレインと端数票差で3位になった。マッキンリーが大会の延会を宣言すると、彼の支持者は彼を会場からホテルへと連れ去った。モーガンによれば、代表団の中には「（マッキンリーと）1896年の指名候補者の姿を重ねた」者も多かったという。
ハリソンとその取り巻きたちは、マッキンリーが1888年のときには自分の擁立を拒絶したのに、今回はそうしなかったことを思い起こし、彼の大会運営に良い印象を持たなかった。 にもかかわらず、マークは手紙にこう書いている。「マッキンリー知事が過去の出来事のために偽りの地位にあるとは思えません。…ミネアポリスで判明したことの結果としてのマッキンリー知事の今日の地位は、彼の将来にとってはあり得る限り最高の形です。彼はその態度、行動、個人的魅力によって皆の心をつかみ、尊敬を集めたのです」と。 マッキンリーはハリソンのために忠実に選挙運動をしたが、ハリソン自身は11月の選挙で前大統領クリーブランドに敗れた。しかし、知事秘書官チャールズ・ボーゼルによれば、「（マッキンリーは）大統領候補指名へと向かっており、今回の落選という事実によって、次回は彼が指名されることになった」という。
1893年恐慌による経済的破綻に瀕していた者の中には、マッキンリーのヤングスタウン (オハイオ州)の友人がいた。マッキンリーは、若いときに金を借りた恩から、責任の限度を把握しないままにその友人の振り出した手形の保証人になっていた。彼は10万ドル以上の支払いを求められ、知事を辞職した上で弁護士として収入を得ることを勧められた。 この危機が発生したとき、マークは州にいなかったが、このことは知事に「マークがいてくれたら」と言わせた。 マークを含むマッキンリーの富裕な支持者たちは、この状況を知るや、手形の買い取りと支払を引き受けた。 マッキンリーは当初、この申し出を受け入れることに気が進まなかったが、最後には返済以外の何も期待しないで融資する者からの申し出だけを受け入れた。 マッキンリーと妻アイダは、管財人となった支持者に自分たちの資産を預けると主張したものの、マークとその同志が企業主や一般からの資金集めに成功したため、マッキンリーの資産は無傷で戻ってきた。1901年に大統領だったマッキンリーが死んだとき、その遺産から支払を求めた者はいなかった。出資者のために返済したいというマッキンリーの求めは、管財人に拒否された。この逸話は、多くのアメリカ人が苦境の中にあって、この州知事に共感を覚えたことから、マッキンリーの人気を高めることになった。
1893年、マッキンリーは知事にたやすく再選された。オハイオ州は経済的苦境にあったが、彼は人気を保ち、共和党の候補者のために全国で応援演説をした。オハイオ州の慣例に従い、2年2期で知事職を降り、1896年1月に故郷のカントンに戻り、市から祝賀を受けた。地元のレポジトリ紙は、「マッキンリー氏は今カントンにいる。しかし、しばらくのことだ」と報道している。 マッキンリーの大統領選に時間を割くため、マークは会社の経営を弟のレナードに託した。 マッキンリーの選挙戦が始まったときに自ら述べたように「1896年に党の指名候補となるのを妨げるのは奇跡か死しかない」とマークは確信していたのである。

## 1896年の大統領選

### マッキンリーの指名
マークは、事業から身を引いた後、北部の冬を避けたいとしてジョージア州トマスビルに家を借りた。マッキンリーが知事を退任する前であったが、1895年に彼の家族も連れて行っており、1896年にも同様に滞在している。同地はマッキンリーにとっては休暇を政治抜きで過ごすための場所であったが、黒人を含む南部の共和党員と面会してもいる。南部の共和党が地元の選挙で勝つことはあまりなかったが、全国大会には重要な代表を選出している。
1895年中、マークは東部を歴訪し、ペンシルベニア州選出の上院議員マシュー・キーやニューヨーク州のトマス・C・プラットら政治的領袖と面会した。カントンに帰り、マッキンリーに、彼らが地域支援の支配権と引き換えなら指名を確約してくれるだろうと報告した。マッキンリーはこうした取引には乗り気ではなかったので、マークは集票組織の助力なしで指名が獲得できるように尽力することにした。
歴史家R・ハル・ウィリアムズは、マッキンリーとマークの関係を次のように総括している。

McKinley and Hanna made an effective team.  The Major commanded, decided general strategies, selected issues and programs.  He stressed ideals ... Hanna organized, built coalitions, performed the rougher work for which McKinley had neither taste nor energy.  Importantly, they shared a Hamiltonian faith in the virtue of industrialism, central authority, and expansive capitalism.  That faith, triumphant in the 1896 presidential election, became one of the reasons for the vital importance of that election.
（訳）マッキンリーとハンナは、効果的なチームを結成した。名誉少佐が命じ、全体戦略を決定し、争点や課題を選択した。理想を強調したのである。……ハンナは、組織し、協同を構築し、マッキンリーがその意欲も能力も持たない荒っぽい仕事をした。重要なことは、勤勉、中央政府、資本主義の美徳というアレクサンダー・ハミルトンの信念を共有していたということである。1896年の大統領選挙において勝利したこの信念が選挙の勘所において道理の一つとなったのである。

1896年6月にセントルイスで開催される共和党全国大会に先立つ数か月の間に、マークは費用を供出し、事業の手法を政治に応用しつつ組織を立ち上げた。故郷クリーブランドにおいて多くの政治家と面会した。マッキンリーの演説が印刷されたパンフレット、マッキンリーの大量のポスター、バッジ、ボタンを全国に配布するために費用を支出した。ニューハンプシャー州選出の上院議員ウィリアム・イートン・チャンドラーは、「アラバマ州で行ったような方法をハンナ氏が合衆国のあらゆるところで行ったなら、マッキンリーは指名を獲得するだろう」と述べている。
指名をめぐる最も強力なライバルは前大統領のハリソンであったが、1896年2月、ハリソンは3度目の出馬はしないことを表明した。東部の政治的領袖たちは、マークに行った申し出への同意が得られなかったことからマッキンリーに敵対し、大会で拒絶されれば支持を得るためにマッキンリーは譲歩を余儀なくされるだろうとして地元出身の候補者を支持する方向を決定した。領袖たちは、議長のリード、上院議員キー、前ニューヨーク州副知事リーヴァイ・モートンといった候補者を支持した。マークは、リードの影響力を地元ニューイングランドで削ぐことに資金と労力を用い、ペンシルベニアの「マッキンリー・クラブ」においてはキーに自らの支持基盤を維持するために時間と資金を使わせた。
政治的領袖たちの「自州出身者」を立てる作戦を打ち破るカギとなったのはイリノイ州であった。シカゴの若手事業家にしてマッキンリー支持者であったチャールズ・ドーズ（この30年後にカルビン・クーリッジ政権で副大統領となる）がマッキンリー支持を約束する代表者の選出させようとイリノイ州の各地域や州全体で画策していた。マークはローズにその人脈を生かしてシカゴの経済界からの支持を確保することを委ねつつ、両者は緊密に協力した。イリノイ州の共和党集票組織の反対があったものの、ドーズとマークはほぼ全てのイリノイ州代表からマッキンリーへの支持を取り付けることに成功し、大会へは強力なアドバンテージをもって進めるようにした。 ウィリアムズによれば、「遅くとも1986年3月には流れは激流に変わった」という。
大会が近付くにつれて、マスコミはマッキンリーが共和党指名候補となりそうだという事実に気づいた。ウィリアム・ランドルフ・ハーストの「「ニューヨーク・ジャーナル」を含む各紙の論調は民主党寄りであったので、マッキンリーに関するスキャンダルを探れとカントンに記者を派遣した。マッキンリーは個人的・政治的に実直な人物であり、記者たちは数少ない彼の敵でさえ彼を称賛するのを聞くことになった。1893年の金銭問題はマッキンリーの数少ない汚点であったので、新聞各紙は、そのとき援助した者たちが大統領としてのマッキンリーを思いのままに操るだろうとほのめかし始めた。シカゴの出版業者ハーマン・ヘンリー・コールサートやマッキンリーが弁護士をしていたころからの旧友である判事ウィリアム・デイといったマッキンリーの周辺の人物に対する攻撃は投票人に響くものがほとんどなかった。このことはマークにとって幸運だった。「ニューヨーク・ジャーナル」は、マッキンリーの後援者たちを大統領への影響力を確保するために金銭を使う「シンジケート」として書きたてていたのである。記者アルフレッド・ヘンリー・ルイスが「ハンナとその他の人々は、まるでトランプを繰って配るように、彼を扱う」と書いて注目を集めた。
セントルイスでは、政治的領袖たちが再び支持と引き換えに政治的恩恵を求めてきたが、それに応じる必要は薄く、マッキンリーはカントンから電話でマークに指示して拒否させた。マッキンリーは容易に指名を獲得した。マッキンリーとマークは、慣行に従い、副大統領候補として東部からニュージャージー州の共和党員で前州議会議員のギャレット・A・ホーバートを推した。大会ではホーバートが順当に指名され、マークは、次の4年間の共和党全国大会議長に選任された。

### 通貨問題と民主党の指名候補

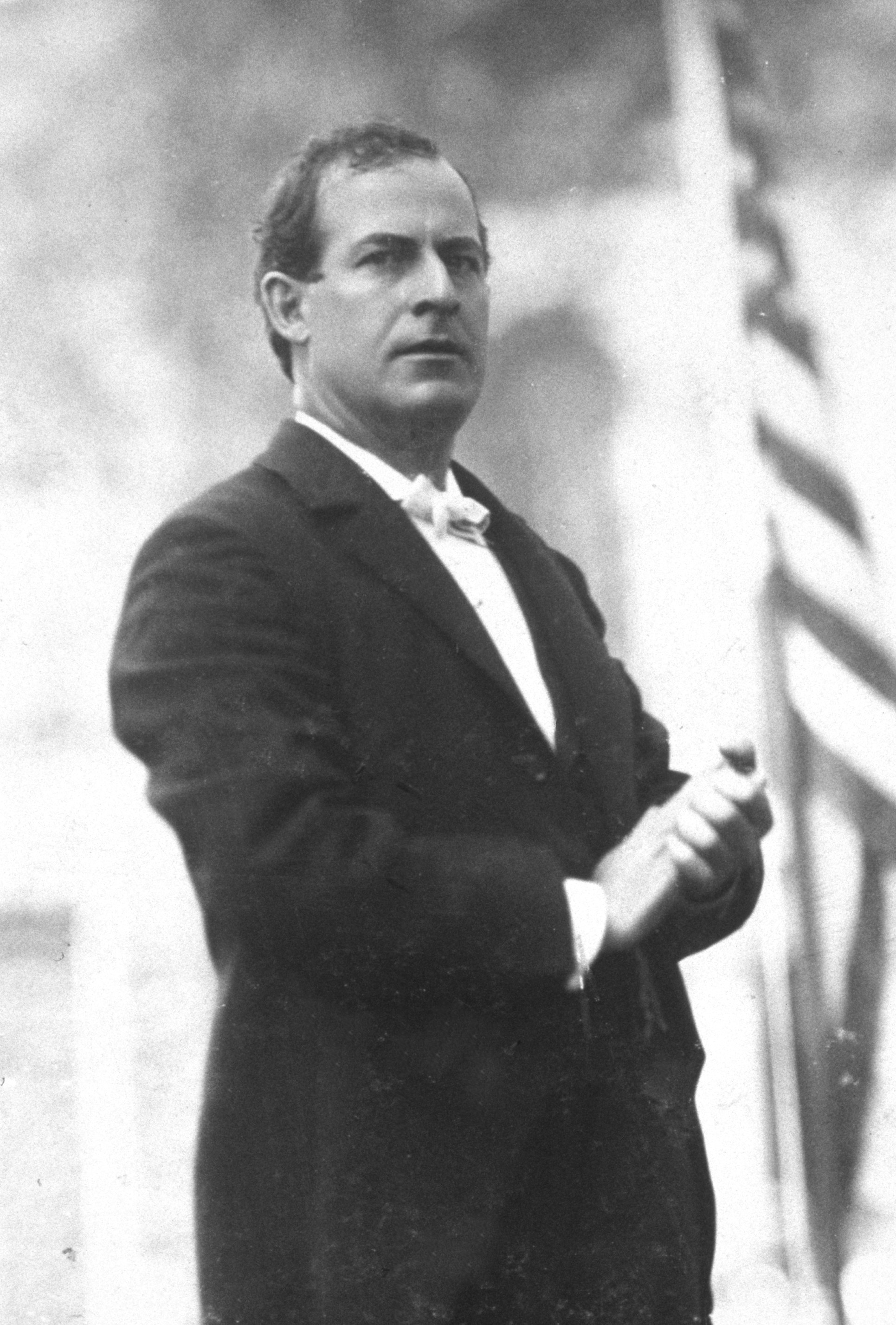
1896年の大統領選挙戦でのウィリアム・ジェニングス・ブライアン。

1896年の選挙期間での重大争点の一つは通貨問題であった。1873年以降、合衆国では、金本位制が実行されてきた。この制度の下では、政府に金が提出されると、低廉な手数料で検査され、その価値に対応する金貨が交付される。銀の場合は、一般のイメージと異なり、銀貨に交換できるという制度は取られず、通常の商品と同様に売買されるべきものとされる。金本位制では金の保有量がマネーサプライを決定することになるため、農家が資金の借入・返済に市場が生ずるとして、農業国や工業国では不人気な制度である。銀についても自由流通と銀貨への交換の唱導者は、これによってマネーサプライを増加することで、国の経済的苦境を救うことになると主張した。一方、金本位制の擁護者は、「自由銀」（「金銀複本位制」とも呼ばれる）はインフレを招き、金本位制をとる諸外国との貿易を困難にすると批判した。 当時、モーガン・ドル銀貨に含有されていた銀の価格は1ドルあたり0.53ドル程度であったので、「自由銀」制度が実現されれば、これが銀保有者に引き換えとして渡される1ドル銀貨中の銀の価値となる。つまり、「自由銀」とは、アメリカ合衆国造幣局に手数料無料で品位検査と銀貨への交換がされる制度というわけである。
こうした論争があったものの、マッキンリーとマークは、政策綱領において金本位制について沈黙するよりも、むしろ態度を明確にすべきであると決断した。マッキンリーは、マークに金本位制の維持を主張した案を持たせて大会に送り込み、マークはその案を採用させることに成功した。このことで、特に西部から出席した党員に大会から退出する者が出ることになった。マークは、それを「出て行くなら出て行け！」と椅子に立って叫んで見送った。
マッキンリーは、保護主義者として知られており、関税が選挙の争点になると考えていた。 民主党は7月、シカゴにおいて全国大会を開催、ミズーリ州選出の前下院議員リチャード・パークス・ブランドが指名されると思われいた。この成行きを見守りながら、マッキンリーは、自由銀問題について私的にカントンの旧友ウィリアム・デイ判事に、「この通貨問題は過度に煽り立てられているよ。向こう30日、この問題について君の耳に入ることは何もないだろうね」と語っている。 それに対して、後に国務長官と合衆国最高裁判所判事を歴任することになるデイは、「いや、その30日の間、その問題以外のことについてあなたの耳に入ることはないというのが私の見立てですよ」と返している。
民主党大会3日目、ネブラスカ州選出の下院議員ウィリアム・ジェニングス・ブライアンが政策綱領についての議論の総括演説を行った。ブライアンは金本位制が労働者階級を不公平に害すると信じており、これを非難する演説を準備して大会に乗り込んだ。後に「金の十字架演説」として知られる演説である。ウォール街への恐れから、民主党はブライアン議員を大統領候補に指名した。人民党も彼を指名した。マークは、一般投票運動が始まる前の7月上旬、休暇でヨットに乗っていたが、ブライアンを支持する世論の勢いを知り、「シカゴの大会は何もかも変えてしまった」と記し、活動を再開した。

### 一般投票運動

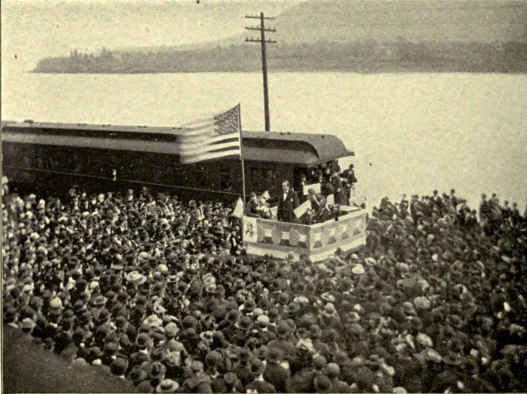
1896年の大統領選におけるブライアンの地方遊説は前例のないものであった。写真はウェルズビル (オハイオ州)の群集に向けて演説中のブライアン。

ホーナーによれば、「1896年は国中で非常に多くの人々が景気後退に苦しんでおり、現実的で実質的な政策論争がそれぞれの立場からそれを信奉する候補者によって戦われた」という。 ブライアンは選挙戦での資金が不足していたので、自らの立場を選挙人に理解してもらうためには個別に対話するしかないと考え、前例のない鉄道で各地を巡る演説旅行に乗り出した。列車が相当の人口を擁する地方を通った際に演説するだけの時間停車しなかった場合には、地域で配布してもらうために政策パンフレットを投げ下ろした。ブライアンの演説の上手さもあって、この演説行脚にはかなわないとマッキンリーは感じていた。しかし、マークが遊説すべきと主張したのに対して、マッキンリーは玄関活動に徹することにし、カントンにとどまって人々に面会を許した。マッキンリーの妻アイダは病弱であったが、そのことがマッキンリーの良き夫像を増幅するのに役立った。
マッキンリーとマークほか支援者たちは、自由銀をめぐるブライアンの感情的な訴えを目の当たりにして、選挙人団の認識を変えるために広く深い取組みをすることに決めた。マッキンリーの選挙運動には2つの主要拠点があった。1つはシカゴであり、ドーズが担当した。もう1つはニューヨークであり、当地の資本家からの支持を取り付けるためにマークが受け持った。マークの任務は資金集めであった。ドーズら他の運動員がその資金の使途を決定した。歴史上あまり知られていないことであるが、当初、マークの資金集めは、ブライアンに対するウォール街の反発にもかかわらず難航した。ウォール街の大物たちは、ブライアンの立場には反対であったが、そう脅威的な候補者ではないと見ていたので、マッキンリーの運動に協力することを拒んだ。マークのことを知る学友のロックフェラーーー彼のスタンダード・オイル社は25万ドルの供与を約したーーなどの人々はマークの保証人となった。1896年7月下旬には、マークはマッキンリーとホーバートの選挙運動に寄付するように実業家たちを容易に説得できるようになった。マーク自身も多額の資金を供出した。この資金は、広告、パンフレット、演説の冊子など、選挙人にアピールするための手段に使われた。国中にこうした紙が溢れた。

有名な玄関前にて訪問者団とともに。

ローズによれば、マッキンリーは「自宅のベランダから自然的に、または意図的に集められた訪問者団に語りかけた」という。 訪問団は、そのリーダーがカントンを訪れるまでに自分と訪問団を自己紹介する書状をマッキンリーに送っている限りは歓迎された。訪問団のリーダーたちは可能な限りマッキンリーと懇談したい内容を前もって用意してカントンを訪問した。この用意ができなかったときには、訪問団はマッキンリーの使者と駅で対面し、挨拶をかわした上で、リーダーの発言予定の内容を使者が聞き取った。使者はその内容を選挙戦の争点に合うように微調整するように提案し、その内容に対する回答を用意する時間をマッキンリーが確保できるように彼に報告するスタッフを走らせた。訪問団は贈り物をおいて帰ったが、そのうち、使えるものは使ったものの、「マッキンリー」「マーク・ハンナ」「リパブリカン」「プロテクション」と名付けられた4羽のワシは地元の動物園に寄付された。

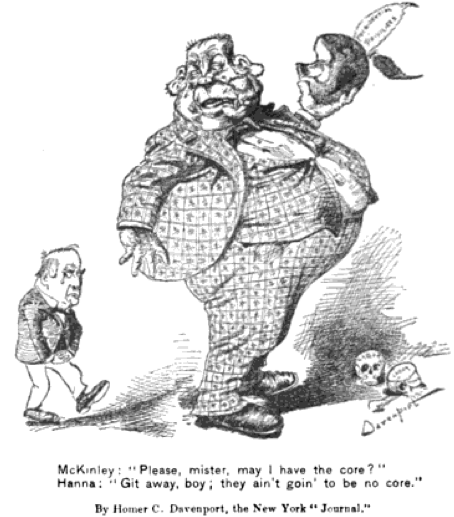
1896年のホーマー・ダヴンポートの風刺漫画。真の大統領がマーク・ハンナだと示唆している。

ブライアンの演説は始めのうち人気を博したものの、マークは民主党の支持は後退していくと確信していた。7月、「やつはいつも銀の話ばかりしているが、そこにこそ我々の勝機があるのだ」と、マークは机をバンバン叩きながら大見得を切った。 彼は正しかった。自由銀への熱狂は9月までに終息し、ブライアンはこれに代わるものを持ち合わせていなかった。一方、マッキンリーは、自らの「健全通貨」運動の成功を確信し、自宅前の芝生に集まった人々に対して自らの関税問題を全面に押し出し、「この点について、皆さんがどうお考えかはわからないが、合衆国の造幣局を世界の銀のために開放するより、合衆国の工場をアメリカの労働者に開放する方がよいと私は信じている」と述べた。
選挙戦中、特にハースト社の新聞など民主党系の各紙は、まるでマッキンリーの政治的主人となっているとしてマークを攻撃した。マッキンリーが自立した存在ではなく、実際にはマークを通して財界に支配されているという通俗的イメージを民衆に根付かせることに記事や漫画が役立った。とりわけ、ハースト系の新聞に寄せられたホーマー・ダヴンポートは、マークについての世論を誘導するのに効果的であった。マークは、しばしばドル記号の模様が付けられたスーツに身を包んだ「ドル・マーク」として描写された（「ドル・マーク」は一般的にドル記号を意味する）。マッキンリーは、その個人的な金銭的危機のために、まるで子供、あるいは実業家たちの傀儡、1896年の選挙運動における単なる道具として描かれることになった。 1896年選挙を研究している歴史家スタンレー・ジョーンズは、以下のような見解を述べている。

The popularly accepted picture of Hanna's domination was not true.  Though McKinley did leave to Hanna the immensely complicated and exceedingly arduous task of organizing the campaign and although he usually deferred to Hanna's judgment in this area, he himself retained control of the general structure and program.  Nothing of significance was done without his approval.  Hanna raised money, hired men, established headquarters offices, bought literature, with the same drive and skill that he managed his business.  He was confident of his mastery of that kind of operation, but he never ceased to defer to McKinley's mastery of the grand strategy of politics.
（訳）一般に流布しているハンナによる支配の構図は真実ではない。選挙運動を組織するという恐ろしく複雑で極度に骨の折れる仕事をマッキンリーはハンナに課した。この分野におけるハンナの判断はいつもマッキンリーと異なっていたものの、全体的な構想と計画はマッキンリー自身が指導し続けた。マッキンリーの承認なしには重要なことは何一つ実行できなかった。ハンナは、事業を取り仕切っていたのと同じ指導力と才覚で資金を集め、人員を雇い、指導部を構成し、文書を発出した。マッキンリーは、選挙戦での任務の統括についてハンナに信頼をおいていたが、ハンナは、マッキンリーが政治上の一般的戦略を統括させることを止めるつもりはなかった。

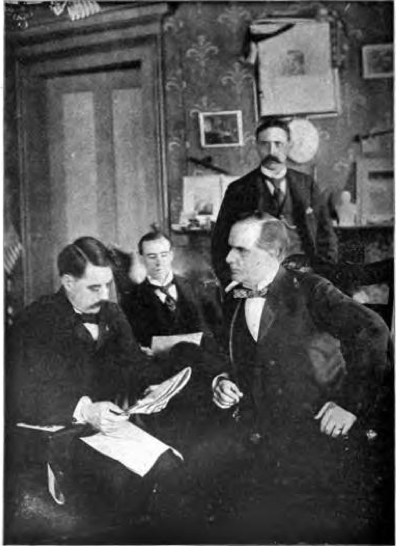
1896年、マッキンリー（右下）は、カントンの自宅の玄関前で演説し、さらに書斎で選挙戦の活動について指示を与えている。

マークの資金集め活動では、銀行や富豪に対して一律その資産の0.25%の献金をするように申し入れた。これは規模においては前例のないものであったが、基本的発想は至極尋常ものであった。 マークの伝記を執筆したクロリーは、「ハンナ氏は、当時のアメリカの政治的土壌に深く根付いた慣習を組織し発展させただけであり、これを習慣と、彼自身が信じていたように、必要性とによって決済したのである」と述べている。 これ以前に最大規模の資金集めが行われたのは、1888年アメリカ合衆国大統領選挙であり、関税問題をめぐって選挙戦を分裂させながら激しく闘われた。1888年の選挙戦では、8年後にマークがそうしたように、上院議員キー（ハリソンの選挙スタッフ）が、実業家から献金を求めた。ハリソン陣営は1,800万ドル資金を集めた。1896年の選挙戦において共和党の資金分配をおこなったドーズは、後に、マッキンリー陣営は3,500万ドル以上の資金を調達したと述べたが、これには州と地区の委員会に配られた資金は含まれていない。加えて、共和党陣営には、カントンに向かう訪問団に鉄道運賃を割引するなどの企業の「本来の」協力が与えられた。これらの割引の供与は、訪問団に地元に留まるよりもカントンを訪れる方が安く上がると言わしめるほどのものであった。ブライアン陣営への寄付はずっと少なかった。彼には富裕な支持者が少なく、最大の献金者はおそらくハーストであった。ハーストは4万ドルを寄付、さらに発行する新聞においてブライアン陣営を支持する論陣を張った。
10月後半、マークはハリソンに運動への貢献を謝しつつ、「見通しはおしなべて良好、勝利に疑いなしと思っています」と書き送っている。 11月3日木曜日、大半の州で投票が行われた。ブライアンが176人の選挙人を獲得したのに対して、マッキンリーは271人であった。民主党候補は南部と、カリフォルニア州とオレゴン州を除く西部で勝利した。ブライアンは、地元のネブラスカ州と隣のカンザス州、サウスダコタ州でも勝利した。マッキンリーは、人口が集中する北東部と、中西部で票を獲得した。彼はセクショナリズム（en:sectionalism#United States）を終わらせたいと思っていたが、「結束したる南部」において得られた勝利は、デラウェア州、メリーランド州、ウェストバージニア州、ケンタッキー州といった境界州でのものに限られた。 マッキンリーが得た一般投票での得票率51.0%は、1872年にグラントが記録して以来の半数超えであった。有権者の関心も高く、投票率は79.3%を記録した。 投票日の翌晩、マークはクリーブランドからカントンへ、「この気持ちは筆舌に尽くしがたい。…速報しようとは思わない。君は常に君を愛し信頼する人々によってこの国の最高権力へと押し上げられたのだよ」と電報を打っている。
1896年11月12日、次期大統領となったマッキンリーは、旧友に閣僚になってもらうよう要請する手紙の中で以下のように書いている。

We are through with the election, and before turning to the future I want to express to you my great debt of gratitude for your generous life-long and devoted service to me.  Was there ever such unselfish devotion before?   Your unfaltering and increasing friendship through more than twenty years has been to me an encouragement and a source of strength which I am sure you have never realized, but which I have constantly felt and for which I thank you from the bottom of my heart.  The recollection of all those years of uninterrupted loyalty and affection, of mutual confidences and growing regard fill me with emotions too deep for the pen to portray.  I want you to know, but I cannot find the right words to tell you, how much I appreciate your friendship and faith.
（訳）選挙が終わり、未来への歩みに戻る前に、僕は君にこれまでの懐深く息の長い献身的な貢献に大いに感謝の念を述べたい。これほどまでに無私の貢献がこれまであっただろうか。君の20余年にわたるますます強くなる揺るぎない友情こそ、僕にとって励みになり、力の源になった。それを君は今までに実感したことがないとは思うけれども、僕はそれを常に感じていたし、心底からありがたいと思っている。この間の不断の忠誠や愛情、互いの信頼や尊敬を思い起こせば、感情が昂って僕はそれを言葉にして書くことができなくなる。君の友情と信頼を僕がどれほど高く買っているか、君には知ってもらいたいが、それを告げるために正しい言葉が見つからない。

## 上院議員（1897年-1904年）

### マッキンリー政権顧問（1897年-1901年）

#### 上院議員選挙

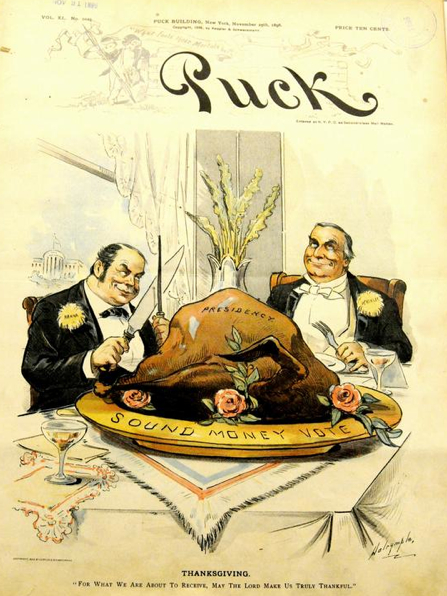
1896年の「パック」誌の表紙。マーク（左）とマッキンリーが感謝祭の七面鳥に擬した大統領職を切り分けている。

歴史家ジェームズ・フォード・ローズ（マークの義弟であるが、民主党員）によれば、マッキンリーの選挙が終わってから「マーク・ハンナは妬ましい地位を占めた。通常ならば、クリーブランドの自由は彼に与えられただろう」という。 また、後にマッキンリー政権で国務長官となったジョン・ヘイによれば、「マーク・ハンナがこの年いかに素晴らしい記録を打ち立てたことか。私はこの闘いを共にするまでは彼のことをよくは知らなかったが、彼への尊敬と驚嘆は時々刻々と高まった」という。
マークは、政治的貢献に対する見返りと見られることを恐れて、マッキンリー政権においていかなる官職にも就かないと表明した。 1892年には既に広言していたように、上院議員になりたかったのである。 上院議員シャーマンは74歳となっており、1898年の選挙で民主党やフォラカーの派閥と闘うことは困難であった。1897年1月4日、マッキンリーはシャーマンに国務長官に就任するよう要請し、シャーマンは直ちにそれを受諾した。1898年に退任するまでの間、シャーマンは大した業績を上げることができなかったので、そんな老いぼれを適任だとして重要閣僚につけるように助言したとして、マークが批判されることになった。 フォラカーはその自叙伝の中で、シャーマンがマークに上院議員の地位を譲るようにして身を引いたと強く示唆している。シャーマンは国務長官辞職後、「（マッキンリーが）私に国務長官の地位に就くように勧めたとき、気は進まなかったものの、マーク・ハンナの希望に沿わんがために引き受けた。結果、私は上院議員と国務長官の双方の地位を失うことになった。…彼らは、国務長官に指名することによって、私から上院議員の職務を奪ったのだ」と苦々しげに手紙に書き付けている。
ホーナーは、国務長官職は政府における最重要の非公選ポストであり、しばしば大統領へのステップと見られているが、シャーマンは大統領を目指す気はもはやなかったものの、その権威は意識していたと論じている。 ローズによれば、「シャーマンは国務長官職を快く引き受けた。彼は、残り任期2年で再選の保証のない上院議員の地位を、明らかに4年間在職することになる新しい共和党政権の主要閣僚の地位と引き換えにしたのであり、それは疑いなく大抜擢というものだった」という。 ローズは、ハンナが信頼していたニューヨークの実業家たちからシャーマンの能力について聞かされていたが、1897年にそのことについて警告を発して彼の能力は信頼していなかったと示唆している。 これらのエピソードをマッキンリーは信じなかった。1897年2月、シャーマンの精神面の衰微を「センセーショナルなものを書く文屋か、その他の悪意があったり血迷った人々のでっちあげた与太話」だと評した。
シャーマンが国務長官就任を受諾したからといって、それによってマークが後任の上院議員に就任できることを保証するものではなかった。それを確かにするのは、オハイオ州知事の共和党員エイサ・ブッシュネルの役目であった。1898年、州議会は、1899年3月に任期満了となるはずだったシャーマンの残り任期の補選と、その次の6年間の任期の上院議員の選挙とを行うことになった。ブッシュネルはフォラカー派であったーーそのフォラカーは1897年から1903年までの任期で州選出のもう1議席の上院議員として選ばれていた。シャーマンは、そのときはまだ閣僚に任命されたことに感謝していたので、マッキンリー同様、マークのためにその影響力を行使した。州知事ブッシュネルは、反対派閥の領袖を指名することを望まなかったので、下院議員セオドア・E・バートンにその話を持ちかけることをフォラカーに託したが、バートンは辞退した。マークの上院議員選出が困難であったために、マッキンリーが1897年の2月中旬になっても自分の友人を郵政長官に据える考えに固執したのだと、ローズは指摘する。 ブッシュネルは、1897年の州知事選での指名と再選を狙っていたが、マークの支持なしにはその望みは薄かったので、2月21日、シャーマンの後任につけることを約束する書簡をマークに送った。 フォラカーは、マークが上院議員の椅子を手に入れたのは、マッキンリーのたっての希望からだったと述懐している。
1897年のオハイオ州議会議員選挙は、マークにとっては、6年任期の次の上院議員選出において自分に投票する者を決定するものとなり、マッキンリー政権の任期1年目の信任投票の様相をも呈したーーそのため、マッキンリーは、ブライアンがそうしたように、オハイオ州を訪れ、何度か演説をした。マッキンリーは、州内外の共和党員に上院議員を支持するように求めつつ、各場面の背後で活動した。1897年のオハイオ州共和党大会はマークを支持、州内88郡のうち84郡の集会でも同様であった。共和党は州議会選で勝利し、選出された共和党州議会議員の大多数は上院議員選出においてマークを支持することを表明した。 しかし、数名の共和党議員は、そのほとんどがフォラカー派であったが、マークの再選に反対し、民主党と連携することになった。
1898年1月3日、州議会が招集されたとき、反ハンナ勢力は上下両院で組織化に成功した。反対勢力は候補者を一本化していなかった。数日間の交渉を経て、クリーブランド市長の共和党員ロバート・E・マキソンに白羽の矢が立った。 マキソンは、このときと前回の補欠選挙でも反対勢力側の候補者に担ぎあげられたが、1895年にマークや地元実業家らの反対を押し切って市長になっている。コロンバス (オハイオ州)では、議員たちは拉致されたのだという噂が流れ、買収が行われたとも言われている。元大統領ジェームズ・エイブラハム・ガーフィールドの息子ジェームズ・ルドルフは、クリーブランドのある共和党員から、マキソンに投票なさい、そうしなければ、レンガ舗装材料を売却する契約が破棄されるだろうと告げられたと述べている。 ホーナーは次のように述べている。

Given Hanna's determination to win and his willingness to play by the rules as they existed, money may have changed hands during the campaign, but if it did, it is important to remember the context.  If Hanna engaged in such behavior, that was the way the game was played on both sides ... Hanna, of course, was not without resources.  It is helpful, for example, when you are good friends with the president of the United States, a man also personally very influential in Ohio politics.
（訳）ハンナが勝つための決断を下し、進んで規範どおりに振る舞ったので、選挙戦の間に資金はその持ち主を変えたのだが、そうであるなら、その背景を思い起こすことが重要となる。ハンナがこのように振る舞っていたとすれば、それは、この試合が敵味方双方によって展開されるようにするための手段であった。…もちろんハンナには拠る辺がないわけではなかった。たとえば、合衆国大統領は個人的にはオハイオ州の政治に非常な影響力を持つが、その彼と友人であったことが役に立ったのだ。

結局、「ハンナの作戦はーーそれが実際には何であれ」、成功した。あり得るだけの多数派によって再選されたのである。

#### 大統領との関係
マーク・ハンナとウィリアム・マッキンリーは、1897年3月にそれぞれの職位に就いたときにも友好関係を続けていた。上院議員になったマークが住居を探していたところ、大統領マッキンリーは住居が見つかるまでエグゼクティブ・マンション（ホワイトハウスという名称は公式にはまだ認知されていなかった）に滞在するように提案した。ハースト系の「ニューヨーク・ジャーナル」は、「自分の家のようにホワイトハウスでくつろげるようになってこそ男だと、かの上院議員は何の疑いもなく信じているのだ」と論評した。 その後すぐに、マークはホワイトハウス近くのアーリントン・ホテルのスイートに移った。 1899年11月に副大統領ホーバートが亡くなると、ペンシルベニア大通りを挟んでホワイトハウスの向かいにあるラファイエット広場にあるホーバートの家の賃借を引き継いだ。
ペンドリトン公務員制度改革法があったものの、大統領が任命権を有する官職は多数あった。下級の官職については党の政策職員を充てるのが当時の慣習であった。マークは、マッキンリーがする任命についていくらか発言権があったが、最後は大統領が決定した。オハイオ州の連邦公務員の大半の候補を推薦することと、フォラカー派の候補に対して拒否することがマークには認められた。大統領に陳情する共和党の下院議員が少ない南部についても権限が与えられた。マークとマッキンリーは、南部の被指名者が共和党全国大会の州代表によって推薦され、その地域の共和党の下院議員候補者が漏れることになっていた制度について決定を下した。友好的でなかったハリソンのスタッフには多くの地位を与えず、大会中またはその後に党を割った「銀共和党員」には一切配慮しなかった。
マークは政権の人事を支配しているように言われていたが、実際には、より影響力のある者がいた。マッキンリーの友人ジョゼフ・スミスは、マッキンリーがオハイオ州知事であったときに州立図書館長を務めていたが、おそらく、1898年に死亡するまでに連邦政府の人事に大きな影響を持っていた。 チャールズ・ドーズは、マッキンリーの腹心の一人であり、前任者が離職するやすぐに通貨検査官に就任することになった。 マッキンリー政権下の郵政次官としてのジョゼフ・L・ブリストーの官職は大統領によって任用されたものであるが、そのブリストーが後に、大統領は「ハンナから要望があればよく聞き、その明晰さには信頼を置いていたが、最終的には、大統領は常に自分で判断を下していた」と書いている。
1900年の初頭、マークは、リウマチを患っているとして、マッキンリーの再選のための選挙戦には従事できないかもしれないとほのめかした。しかし、実際にはその意欲を持っていたが、マッキンリー自身は（自分がマークの傀儡でないことを大衆に示す絶好の機会であったため）マークに支援を求めるのを遅らせた。このことは、選挙運動とマッキンリーとの関係について関心を持っていたマークにとっては大変なストレスの種になり、マークは待機中に執務室で倒れ、心臓発作に脅かされることになった。5月下旬、マッキンリーは、マークが選挙戦に協力してくれることを公表した。 マーガレット・リーチは、マッキンリーが未知の理由、すなわち彼「らしくない冷淡さ」でマークに怒りを感じていたのだと指摘している。 一方、「大統領は、いつもの間接的圧力と暗黙の権力を用いていた。彼はハンナを欲し、必要としていた。その任期以外については」と、モーガンは記している。

#### 米西戦争
クリーブランド政権のときから、アメリカは当時スペインの植民地であったキューバの独立闘争に多大な関心を持っていた。多くのアメリカ人は、キューバが独立するべきであり、スペインは西半球から手を引くべきだと考えていた。1895年の初頭、議会はキューバ独立を要求する一連の議案を可決した。大統領クリーブランドは中立政策を模索していたが、国務長官リチャード・オルニーは、合衆国の忍耐は無尽蔵ではないとスペインに警告した。当時上院議員であったシャーマンは、中立を支持していたものの、米国は必然的にキューバをめぐって戦争に突入するだろうと思った。 マークが上院議員になってすぐに、マッキンリーは、関税に関するディングリー法案を審議させる連邦議会特別会を召集させた。この当初の召集の趣旨にもかかわらず、可決された議案の多くは、必要ならば武力をもってしてでもキューバの独立を要求するものだった。マークが報道陣から会期内にキューバをめぐって動きがあるかと問われた際、「知らない。君だってわからないだろう。火花はいつ飛んでもおかしくないし、動きがあってもおかしくはないよ」と答えた。
1897年を通じて、マッキンリーはキューバに自治権が与えられることを求めつつ、中立を維持していた。それにもかかわらず、ハースト社の新聞を含めた主戦派は、マッキンリーに対外積極策を取るように圧力をかけた。 1897年3月20日、上院はキューバへの介入を求める議案を41対14で可決した。マークは少数派に属した。 1897年後半から1898年初頭にかけて、危機が徐々に高まってくると、もしマッキンリーが世論に反して戦争を避けるなら、政治的ダメージになりかねないと、マークは思うようになった。「ブライアン氏に気をつけろ。1900年の民主党政策綱領に誤ったことが全て盛り込まれるぞ。いやでも分かるだろうよ！」 しかし、マークは、キューバの植民地政策の改革を穏便にスペインに求めるというマッキンリーの方針は既に戦争をせずに結果を出せる状態にあり、そうであり続けるだろうと信じていた。
1898年2月15日、アメリカの戦艦メイン (ACR-1)がハバナ港で沈没、250名以上の将兵が死亡した。 沈没の原因となった爆発が外部的要因によるか内部的過失によるかは当時明らかにならず、現在にいたるも不明である。 マッキンリーは事態を調査委員会に付し、その間は国として判断を保留したが、一方でひそかに戦争の準備もした。ハースト社系各紙は、「『メイン』を忘れるな、スペインを地獄に落とせ！」というスローガンを掲げて間断なく戦争を煽り、グスグスしているとしてマークを批難した。マークこそがホワイトハウスの真の主人であり、ビジネスを優先して戦争を渋っているのだというのである。 ハースト社系の「ニューヨーク・ジャーナル」紙は、1898年3月、次のような社説を発表した。

Senator Hanna, fresh from the bargain for a seat in the United States Senate, probably felt the need of recouping his Ohio expenses as well as helping his financial friends out of the hole when he began playing American patriotism against Wall Street money ... Hanna said there would be no war.  He spoke as one having authority.  His edict meant that Uncle Sam might be kicked and cuffed from one continent to another.
（訳）ハンナ上院議員は、議員の椅子をかけた仕事から戻ってきたばかりなのか、ウォール街に対してアメリカの愛国主義者を演じ始めたとき、資金関係の友人たちを負債から救い出すのと同様、自分の出費の穴埋めをする必要を感じていたのだろう。…ハンナは戦争は起こらないと言った。権威者としてそう話したのだ。その意味するところは、アンクル・サムが別の大陸に弾き飛ばされてもよいということだ。

国が調査委員会の報告を待っているので、戦争を望む多くの人は、マッキンリーが臆病であると思った。バージニア州では、マークとマッキンリーに似せた案山子を火あぶりにするという余興が行われた。海軍次官セオドア・ルーズベルトは、グリディロン・クラブの夕食会の席上、マークの鼻っ柱に拳を振り上げ、「資本家どもが怖気づこうが、キューバの自由のために戦争をやるぞ！」とぶった。 しかし、マークはマッキンリーの慎重策を支持し、この問題では上院での指導的役割に徹した。
海軍の報国では、「メイン」の沈没は外部的要因であると断じ、多くの人はそれをスペインの仕掛けた機雷か爆弾によるものと信じた（最近のレポートでは石炭室を含む内部からの爆発が示唆されている）。戦争を望む声の高まりに反して、マッキンリーは平和の維持を希望した。しかし、アメリカがキューバの独立以外を受け入れることができず、スペインがそれに応ずる用意がないことが明らかになると、交渉は破綻した。4月11日にいたって、マッキンリーは、必要ならば武力に訴えてでもキューバの独立を確保する措置を取る権限を付与するよう議会に求めた。 マークは、私的には「議会がそれを始めようというのなら、自分としては止めたいところだが」と言いつつ、マッキンリーがそうした権限を得ることを支持した。 4月20日、スペインは外交関係を断絶、5日後、議会は4月21日に遡って宣戦を布告した。
戦争はアメリカの完勝に終わった。しかし、マークは戦争を不快に思っていた。戦争中、大衆に対しては「私の一族はクエーカー教徒だということを忘れていない。戦争は罰すべき行いにほかならない」と述べていた。 エル・カネイの戦いの後、アメリカ側の犠牲者の数を知り、「なんということだ。こういうことはまた起きるぞ」と嘆じた。 戦後、プエルトリコやグアムといったスペインの植民地をめぐるマッキンリーの決定についても、マークはこれを支持した。

#### 1900年の選挙運動

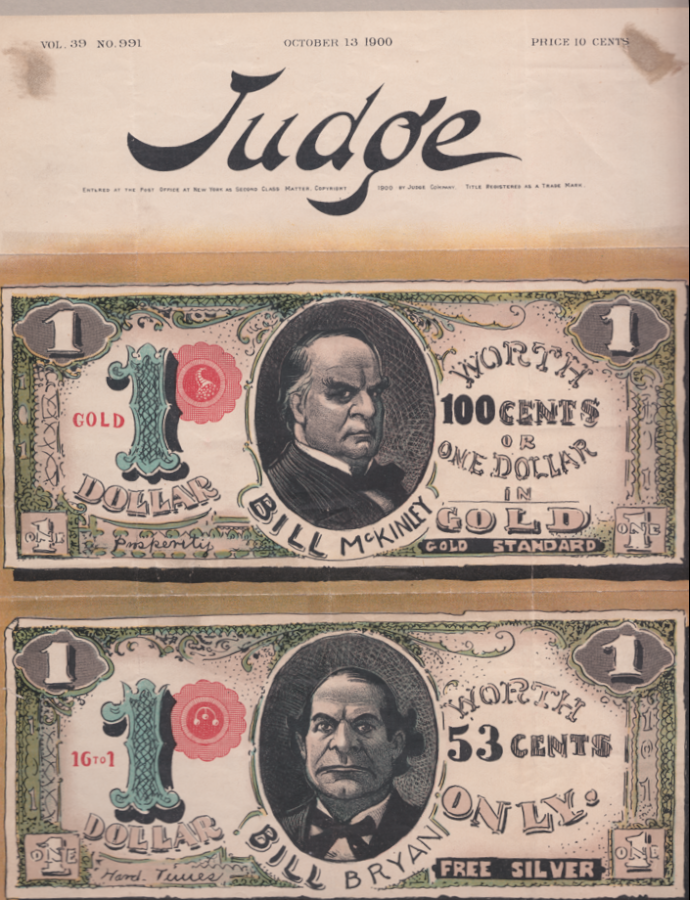
通貨問題は、1900年の選挙では1896年のようには議論にならなかったものの、「ジャッジ」誌のこの表紙はなお選挙戦でのテーマであることを示している。

1899年後半、副大統領ホバートが死亡した。大統領マッキンリーは、副大統領候補の選択を翌年の共和党全国大会に託すことにした。ニューヨーク州選出の上院議員プラットは、当時同州知事であった元海軍次官セオドア・ルーズベルトを、1年半の知事在任中、改革の公約を推し進めていたために好ましからず思っていた。そこで、ルーズベルトを副大統領とすることで政治的に追い出そうと考えた。ルーズベルトは米西戦争での貢献で有名人となっており、どこでも人気があったので、マッキンリーの再選候補者として指名された後、プラットがルーズベルトに投票する州代表を募ることは難しくなかった。ルーズベルトを副大統領に押し上げるプラットの計画には、キーも密接に協力することになった。マークは、ルーズベルトはあまりに激情的だから候補者名簿に載せるべきではないと考えていたが、大会の開催地フィラデルフィアに着くまで本腰を入れてそのための活動をしたわけではなかった。大会に出席する代表者は政治任用されるため、マッキンリーが他の候補者に投票する代表を任用してくれることをマークは望んでいたのである。しかし、電話でマッキンリーの合意を取ろうとして不首尾に終わり、電話ボックスから出ててきたマークは、「勝手にしろ！ もう終わりだ！ 大会でやることはもうない！ 俺は選挙戦をやらんぞ！ 二度と大会議長なんかやってやるもんか！」と言い放った。 どうしたのか訊かれたマークは以下のように返答した。

Matter! Matter! Why, everybody's gone crazy! What is the matter with all of you? Here's this convention going headlong for Roosevelt for Vice President. Don't any of you realize that there's only one life between that madman and the Presidency? Platt and Quay are no better than idiots! What harm can he do as Governor of New York compared to the damage he will do as President if McKinley should die?
（訳）どうしただと！ みんなイカレちまった！ お前らこそどうしたんだ?! 大会はルーズベルトを副大統領に推すっていうんだぞ。きちがいが大統領一歩手前になるってことが分からんのか。プラットとキーは阿呆だろ！ 奴がニューヨーク州知事でしでかすことと、マッキンリーが死んだら奴は大統領になるが、それでやらかすことを比べてみればいいんだ。

大会でマッキンリーとルーズベルトが指名された後、マークはワシントンに戻り、マッキンリーに対して「フィラデルフィアでのことはちょっとしたことだった。必ずしも容易に私の好みに合うものではないが。とにかく、我々はうまくいったし、名簿もあれでいい。国に対する君の義務は、今度の5月から4年間を生き抜くことだ」と書き送った。
民主党は、全国大会において、再びブライアンを候補者指名した。今回、ブライアンはより明確な公約を引っさげ、マッキンリーのスペイン植民地に対する支配を帝国主義だと攻撃した。民主党は、また、反トラスト法の発動が増えていることに論及し、マッキンリーの取り組みが甘いとして批難した。 マークは民主党の運動を「いいんじゃないの」と手短に論評した。
今回、マークは資金集めをさして要求されなかった。教育的な運動がそれほど必要ではなかったことと、企業が進んで献金したからである。 マッキンリーは、6月に指名受諾演説をカントンにて一度しただけであった。 一方、ルーズベルトは全国的な遊説を展開し、45州のうち24州を歴訪、行程は34,000kmに及んだ。 マークも今や公人であり、西部各州の共和党候補者のために運動に取り組むことが求められた。しかし、マッキンリーは、トラスト問題について政府の見解とは異なる演説をしていたため、これに難色を示した。マッキンリーはマークが滞在していたシカゴに郵政長官チヤールズ・エモリー・スミスを派遣し、訪問をやめるように説得にあたらせた。スミスを差し向けたのがマッキンリーであることに気付いたマークは、「ワシントンに帰って、大統領に言ってやりたまえ。神様は臆病者が嫌いだぞ、とな」と言った。数日後、マッキンリーとマークはカントンで面会し、昼食の席でそれぞれの意見の違いを調整した。そして、マークは西部に遊説した。 マークの伝記を執筆したトマス・ビアは、彼が「ドル・マーク」の付いたスーツを着ていないことに聴衆の多くが驚いたものの、この遊説は大変な成功を収めたとしている。
マークは、ニュージャージー州エルブロンにコテージを借りていたが、自分の時間の多くをニューヨークの選挙事務所で過ごすことになった。 9月、アメリカ鉱山労働者連合によるストライキが、マッキンリーにとって問題になりかねない危機に発展しようとしていた。マークは、鉱夫らの不服はもっともだと思い、調停役となることを申し出た。その甲斐あって、当事者双方は和解することができた。
1900年11月6日、選挙人はマッキンリーを選んだ。一般投票の得票率は、1896年のときよりわずかに増えて51.7%であった。獲得した選挙人はマッキンリーが292、一方、ブライアンは155であった。マッキンリーは、1896年のときにブライアンが勝った6州においても今回勝利した。後代の基準では多数派は大した割合ではないが、歴史家ルイス・L・ゴウルドは、マッキンリー政権の研究の中で、「南北戦争以降の選挙結果に照らせば、圧倒的民意であった」と述べている。

#### マッキンリー暗殺
マッキンリーは、任期中方々を歴訪したが、1901年9月には、ニューヨーク州バッファローで開催されたパン・アメリカン博覧会を視察していた。1901年9月6日、会場内に建てられた音楽堂において来場客を歓待していたとき、マッキンリーは無政府主義者レオン・チョルゴッシュに発砲された。マークは、他のマッキンリーの盟友らとともに彼に駆け寄った。
負傷したマッキンリーは、横たわりながらも「マークはいるか」と尋ねた。医師は、マークはいるが、話すことはすべきではないと告げた。マッキンリーが回復に向かっているように見えたので、マークは、医師の見立てを信じて、公演することになっていた在郷軍人会、共和国の大軍隊のクリーブランド支部に向かうべくバッファローを離れた。しかし、そこでマッキンリーの容態が悪化したとの電報を受け取り、バッファローに取って返した。マークが着いたときには、マッキンリーは既に意識不明の状態であり、横たわっていたベッドがそのまま死の床になった。9月13日の夕方、マッキンリーの妻と実弟エイブナーと同様、マークは瀕死のマッキンリーと対面することが許された。マークは、嗚咽しながらマッキンリーがいたミルバーン・ハウスの書斎に入り、そして、マッキンリーが亡くなったときには、その遺体をカントンに護送する手配をすることになった。9月14日午前2時15分、大統領在任のままマッキンリーは死亡した。

### ルーズベルト政権と死（1901年-04年）
マッキンリーの死によって、マークは個人的にも政治的にも打ちひしがれた。新大統領ルーズベルトは、マークとは盟友ではなかったが、上院でのマークの影響力を維持してもらうために助力を乞うた。これに対し、マークは2つの条件の下でルーズベルトの残りの任期中については承諾した。
マッキンリーの公約を実行することと、ルーズベルトがマークを「年寄り」と呼ぶことやめることである。マークはその呼び方に相当癇に障るものがあったのである。「もしやめなければ、君をテディと呼んでやるぞ」とルーズベルトに警告した。 ルーズベルトはその渾名を嫌っていたので、マークの提示した条件を受け入れた。後者については完全に実行はしなかったが。

#### パナマ運河への関与
マークは中央アメリカに運河を通すことを支持していた。これにより、船舶はホーン岬を回る長旅をすることなく、太平洋と大西洋を行き来することができるというのである。マークは、ニカラグアに運河を掘削するより、当時コロンビア領であったパナマの方がよいと信じていた。後に弁護士でロビーストであったウィリアム・ネルソン・クロムウェルがマークを1901年にパナマ案支持に向かわせたのは自分だと主張したが、実際にどのようにマークがパナマ案を支持するようになったのかはわからない。 フランス人運河建設者フィリップ・ビュノー＝バリヤは、アーリントン・ホテルでマークと面会した際に最後には「ムッシュー・ビュノー=バリヤ、あんたの言うとおりだ」と納得してもらったと述べて、パナマ案に反対した。
ニカラグア案には多くの支持者があり、この案で運河を通すことを認可する法案をアイオワ州選出のウィリアム・ピーターズ・ヘップバーンが提出、法案は下院を通過した。1902年6月、法案は上院での審議に入ったが、6月5日と6日、マークがヘップバーンの法案に反対演説をした。この演説の中で、議場内で地図を示しながら説明した。これは新奇な手法であったが、ニカラグアの地図に活火山には赤い印を、休火山には黒い印を付けて、火山活動の可能性に言及した。そのニカラグアの地図に黒いマークの列が続き、8つの赤いマークが付いたが、パナマの地図にはどれもなかった。マークは、パナマ案に多くの利点があるとした。パナマの方がニカラグアより路線が短く、したがって、掘削作業も軽く済む、また、路線の両端に港があるというのである。演説をしたとき、マークは体調が優れなかった。アラバマ州選出の上院議員ジョン・タイラー・モーガンは、上院でのヘップバーン法案の提出者であったが、マークに質疑を試みたが、「話の腰を折らんでくれんか。私は疲れているのだ」と返されたのみだった。 最後には、仮に米国がニカラグアに運河を通すなら、他の勢力がパナマにも通すだろうとマークは警告した。ある上院議員は、これではまるで「『ハンナ』マ運河」だとこぼしている。ニカラグアといえば火山だという絵の描かれた切手を上院議員全員に送れるだけワシントン中の業者からかき集めたとクロムウェルが述懐しているが、そうしたこともあり、法案はパナマ案に修正されて上院で採択された。後に、下院でもこの修正案が可決され、こうしてパナマ運河建設を認可する法律が成立したのである。
米国は運河建設の権利をめぐってコロンビアと交渉に入った。その成案となった協定は署名されたものの、コロンビアの国会上院は承認案を否決した。1903年11月、アメリカの支援の下、パナマはコロンビアから独立、ビュノー=バリヤが米国政府の代理人となり、米国に運河建設のための用地を割譲する内容の条約が署名された。 1904年2月、米国上院で条約への承認案が上程、審議が開始されたが、そのときマークは死の床にあった。条約は、マークが死亡した8日後の1904年2月23日承認された。

#### 再選、大統領選出馬のうわさと死

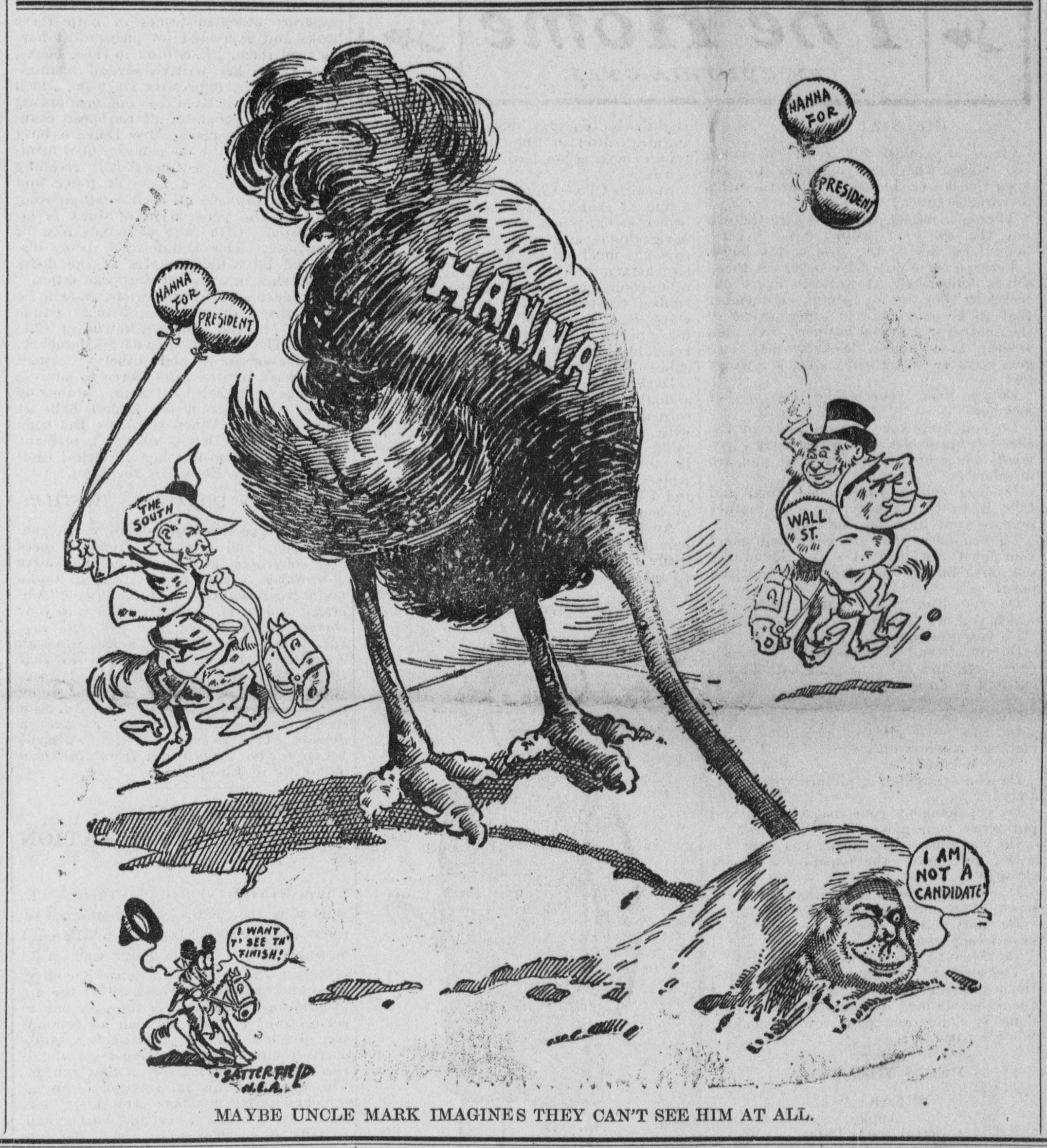
大統領選出馬から逃げるマークを描いた1904年1月の政治漫画

1903年のオハイオ州共和党大会において、フォラカーはルーズベルトの再選を是認する決議案を提出した。通常ならば1904年の大会で議論されるはずのものであったが、フォラカーはこれを決議することでマークからオハイオでの党の実権を取り戻したかったのである。決議案はマークを困難な立場に追い込むものであった。すなわち、もし賛成すれば自身の大統領選出馬はないと広言することになり、反対すればルーズベルトの怒りを買いかねなかった。西部を訪問中であったマークは、ルーズベルトに電報を打ち、決議案に反対することと、ワシントンで面会したときに理由を説明するとした。これに対し、ルーズベルトは、自分は必要な支持を誰からも得ていないが、自分の政権に友好的なら、どういう投票をするかは自明だと返した。マークは仕方なく決議案に賛成することにした。
1903年の大会では、マークの上院議員再選も決議され、マークの友人マイロン・ティモシー・ヘリックが州知事候補に指名された。フォラカー派の収穫は、後に大統領になるウォレン・ハーディング副知事候補として指名されたことであった。マークは共和党への支持を訴えてオハイオ州各地を遊説し、それは党の圧倒的勝利として報われた。1904年1月、州議会で115対25の多数をもってマークの上院議員再選が難なく決議されたが、これは1902年にフォラカーが獲得した票数に大幅に差を付けるものであった。

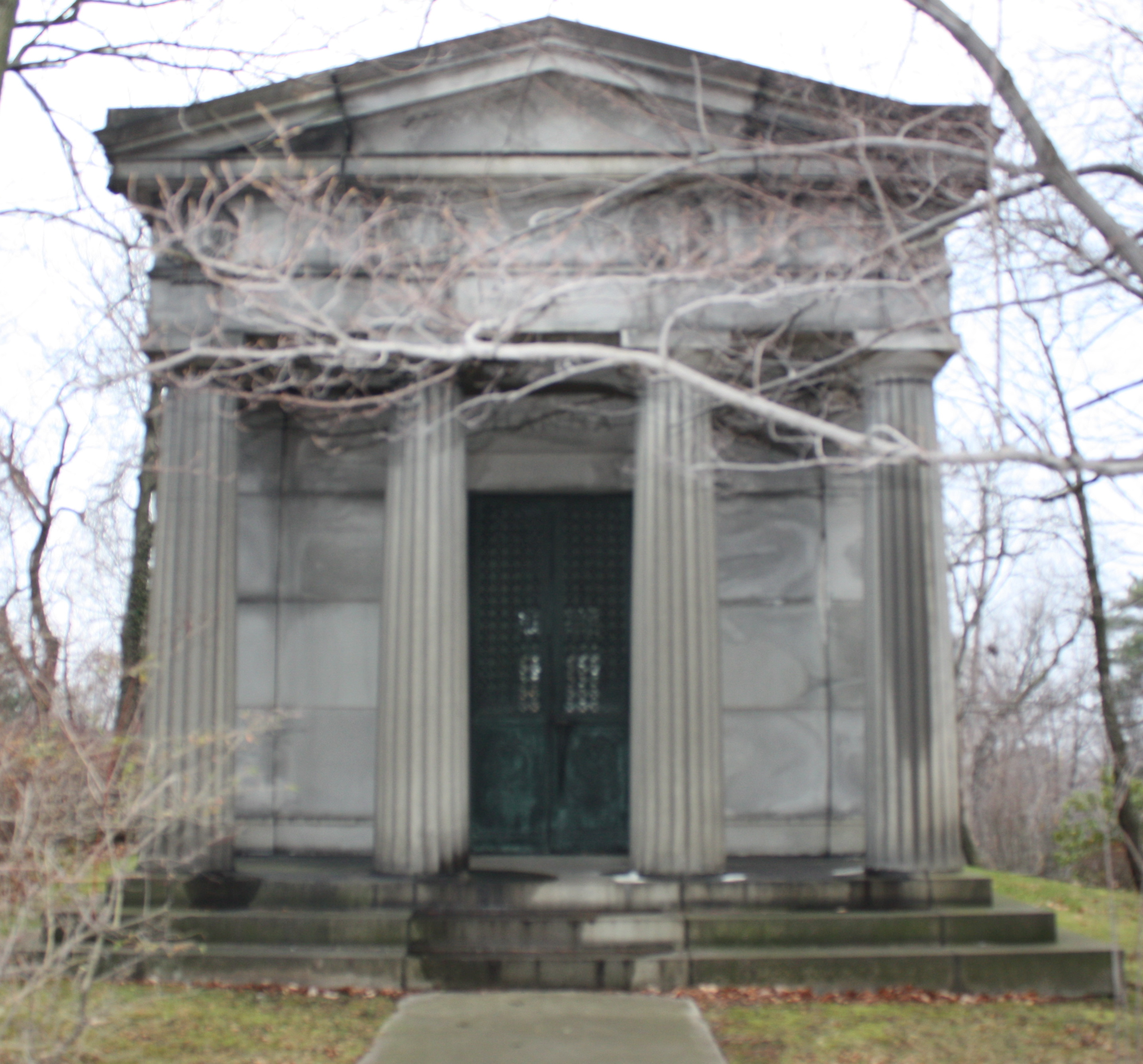
クリーブランド、レイクビュー墓地のハンナ廟

マークとルーズベルトとの間には見解の相違があったが、ルーズベルトは1903年11月、自身の再選運動に参加するようマークに依頼した。マークは、これを自分に反対しないようにするためのルーズベルトの見え透いた企みだと見て、なかなか返答しないでいた。その間、マークはその意思を持たなかったが、自身の大統領選出馬のうわさを流れるままにしておいた。 ルーズベルトの政策に反対だった金融資本家ジョン・モルガンは、感謝祭の会食にハンナ一家招待した折に、マークに大統領選出馬の資金提供を申し出たが、彼は沈黙を保った。 12月、マークとルーズベルトは長時間にわたって会談し、立場の相違を解消した。ルーズベルトは、マークが次期共和党全国大会議長を重任しないことに同意した。理屈の上では、これはマークに大統領選に出馬することを許すものであったが、ルーズベルトは既に終わった人物であり、出馬はないと見ていた。
1904年1月30日、マークはアーリントン・ホテルで開催されたグリディロン・クラブの夕食会に出席した。彼は食事も飲酒もせず、健康状態について尋ねられたときに、「良くはないね」と返答している。 彼がワシントンの住居を離れることは二度となかった。 腸チフスにかかっていたのである。 数日経つと、政治家たちは、マークの自宅近くのアーリントン・ホテルのロビーで新しい知らせを待ち始めた。ルーズベルトは「古い同志たるご貴殿が早々に健康を取り戻し、いつもそうだったように力強いリーダーシップを揮って私とともにあらんことを」という手紙を送ったが、それをマークが見ることはなかった。 マークは数日にわたって意識を失ったり回復したりを繰り返した。2月15日の朝には鼓動が乱れ始めた。ルーズベルトは午後3時に彼を訪問したが、マークが目を開けて面会することはなかった。午後6時半、マークは死んだ。アーリントン・ホテルのロビーに集まっていた議会の同僚、政府職員、外交官らが同ホテルを辞した。多くはむせび泣いていた。ルーズベルトの伝記執筆者エドマンド・モリスは、マークの事業と政治における仕事ぶりに触れて、「彼はどの分野も悪くなくこなした。7百万ドルの資産を築き、そして、合衆国大統領を作った」と記している。

## 評価と後世への影響

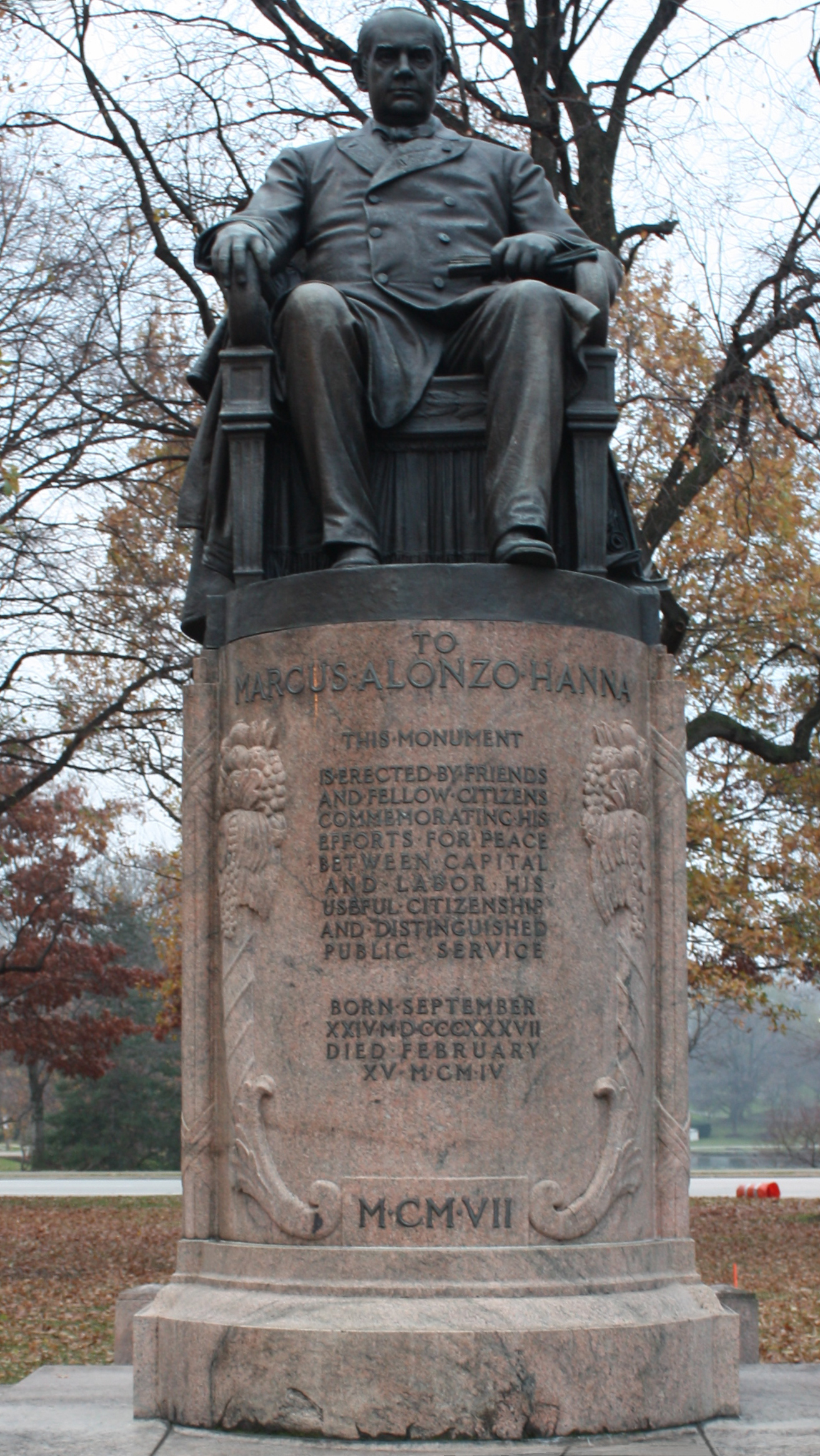

ジェラルド・W・ウォルフ教授は、「（ハンナの）生涯を通じて堅く絶対のものがあるとすれば、それは、資本主義がアメリカにもたらした生活水準に対する深い信頼である」と述べている。 同時代の保守的な企業人の多くと同様、労働者、経営者、政府はともに社会の利益のために協力すべきであると、マークもまた信じていた。こうした観点は、マークが1876年の炭鉱ストライキをきっかけに持つようになったものであるが、彼がこの政界に転じたとき、彼の見識を示すものとなった。 マークは自分の被用者とよい関係を育もうと最善を尽くしてきた、とクロリーは述べる。1876年4月28日付で「今朝、ローズ社のハンナ氏はアシュタビューラ港ドックでスト中の労働者団と会談、双方が合意案を受諾、操業が再開された」と報道したクリーブランド「リーダー」紙から引用して自説を補強している。 ウォルフによれば、炭鉱ストの後、マークが「労働者、資本家、経営者の関係をいかに全ての人々の利益に合致させることができるかを示そうと精励した」という。
こうした労使関係での努力にもかかわらず、マークが「労働者」と書かれたしゃれこうべを踏みつけている風刺画が、1896年の選挙戦中、ダブンポート紙に掲載された。 翌年のオハイオ州議会選は1898年のマークの上院議員再選を決める州議会議員を決定するものであったが、その選挙戦の間、彼は自社の従業員に対して苛烈であると糾弾された。演説の中で、彼は反論している。

Go to any of the five thousand men in my employ ... Ask them whether I ever pay less than the highest going wages, ask them whether I ever asked them whether they belonged to a union or not ... Ask them whether, when any men or any committee of men, came to me with a complaint if I ever refused to see them ... Ask them if I ever in my life intentionally wronged any workingman.  I never did.
（訳）わが社の5千人の被用者を訪ねて問うてみればいいでしょう。私が最高水準に満たぬ賃金しか払わなかったことがあったか、私が「君は組合に加入しているかね」と尋ねたことがあったか、と。組合員や執行委員が不服を言いにやってきたときに、私が面会を拒否したことがあったか、と。私がわざと労働者に不当な扱いをしたことがあったか、と。そんなことは一度もありません。

マークの取り組みの甲斐あって、労働者を代表する組合は彼の出した案に署名した。 マークは全国市民連盟（NCF）の初代会長にも就任した。この連盟は、経営者と労働者の調和的な関係を醸成することを目的としたものである。NFCは戦闘的な労働組合に反対し、法令を逸脱しようとする経営者にも抵抗した。労働者がよりよい賃金と労働条件を求めて団結する権利を承認した。1903年、労働協約に向けた演説にて、マークは、労働者が組合を結成して組織化しようとする努力は、もはや経営者がカルテルを締結しようと努めることと比べても何ら恐れるべきものではないと述べた。
「公共に何らかの恩がある者など公職にある者の中にはいない」という言葉がマークによるものとされることがある。この言葉は、マークが1890年オハイオ州法務長官デビッド・K・ワトソンに宛てたスタンダード・オイル社を相手取った訴訟を取り下げるよう説得する書簡の中に現れたものとされる。この言葉は1897年のオハイオ州での選挙戦においてマークに対する攻撃材料となった。共和党員であったワトソンは、そういった文言をマークが書いたことを否定したものの、記者に対してそれ以上語ることを拒んだ。マークの伝記を早期に執筆したクロリーとビアは、疑わしいとしながらも、マークがこれを書いたということを明確に否定もしなかったので、後続の伝記ではこの言葉をマークによるものとしている。しかし、この論争についての論文を発表したトマス・E・フェルト教授は、マークが親密でない者に対してこうした扇情的な言葉使いをしなかったと思っており、いずれにしても、この言葉はマークの政治的見解を代表するものではなかった。
マークは、しばしば現代的な大統領選挙運動の導入者として信じられている。1896年にマッキンリーへの支援活動は、高度にシステム化・集約化されたその性質ゆえに、資金集めの成功と並んで新しい地平を開いたものであった。マークは初の全国的な政治的ボスとして描かれてきたが、マッキンリーが2人の関係で主導的であったということで歴史家たちは一致している。それでも、マークはその独創的な選挙活動によって知られている。

## 今日におけるイメージ
ニュージャージー州選出の上院議員ビル・ブラッドリーは、1996年に回想録Time Present, Time Pastを出版した。その中で、彼は高校生のときにマークについてのレポートを書いたことがあり、歴史の教師が「1896年の選挙戦での教訓は、金こそが力ということだ」と教えてくれたと述懐している。バスケットボール選手であったブラッドリーは、高校にてインタビューを受けたことがあり、そこでマークが彼にとってのヒーローの一人であると述べている。しかし、回想録を執筆するときには、政治資金への規制をかけるべきだと思うようになっており、選挙戦にあまりにも金がかかりすぎるようにしたとマークを非難している。また、オハイオ州共和党のボスである、ルーズベルト政権の妨害に心血を注いだなどとするマークの誤った特徴描写とホーナーが名付けたことについても論じている。1896年以来、共和党は富裕層から容易に資金を集めるようになったことを民主党員であるブラッドリーは問題にしている。こうした批判はしている一方で、彼はその政治経歴を進める上でマークと
似た役割をする人物に出会えなかったことを悔やんでもいる。
2000年、テキサス州知事ジョージ・W・ブッシュが大統領選を制した。選挙戦が進行すると、メディアは、マークとブッシュの顧問カール・ローヴとを比較した。ローヴはブッシュに対してスヴェンガーリのような影響力を持っていると信じられていた。選挙期間中から2009年に大統領が退任するまで、ローヴがブッシュを操作することができ、政府にも相当な影響を及ぼしているとメディア関係者から指摘されることがしばしばあった。ローヴはマークの生まれ変わりと信じられていたが、ほぼ一貫して否定的に表現されており、そして、歴史的事実とは矛盾していた。たとえば、作家ジャック・ケリーは、2000年に発表したコラムで、マッキンリーの玄関活動はその選挙戦のあり方を変えるものではないことを確かにするためとしてマークの指図によるものとしているが、実際には、マッキンリー自身がブライアンの全国遊説に対抗するにはこれが最良だとして行ったものである。こうした対比は、マークの人気についてのローヴの関心やいくつかの記事によってエスカレートした。ローヴは、テキサス大学にてマッキンリーの伝記執筆者ルイス・L・ゴウルドの下でマッキンリー政権について学び、マークの影響は大げさに語られていると信じていた。

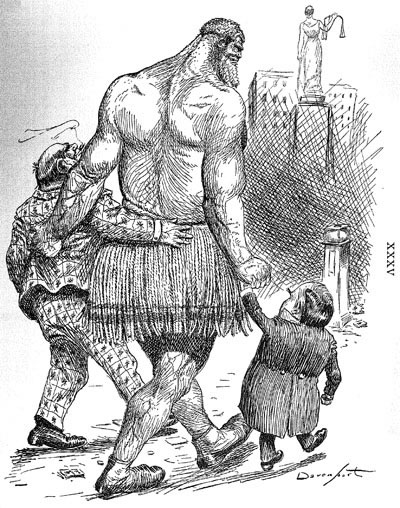
「選挙に行く」。この1900年のホーマー・ダヴンポートの漫画は、マークとマッキンリーとトラストとの親密な関係を暗示している。

ホーナーによれば、マークについてのダヴンポートの描写は、現在なおマークのイメージとして残り続けているという。

The portrait of Hanna that has stood the test of time is of a man who was grossly obese; a cutthroat attack dog for the "Trusts"; a cigar-smoking man clad in a suit covered with dollar signs who stood side by side with a gigantic figure representing the trusts, and a tiny, childlike William McKinley.  He will forever be known as "Dollar Mark".
（訳）マークのイメージの中で今も生き残っているものは、ひどい肥満の男、「トラスト」を守る凶暴な番犬、トラストを象徴する巨人と小さな子どものようなウィリアム・マッキンリーとともに並んで立つドル記号がついた背広に身を包んで葉巻をふかした男といったものだ。彼はずっと「ドル・マーク」として知られることになるだろう。

## 選挙履歴
以下の選挙はいずれもオハイオ州議会によるものである。1913年に合衆国憲法修正17条が制定されるまで連邦上院議員は各州の議会が選出することになっていた。

### 1898年オハイオ州選出アメリカ合衆国上院議員選挙
1898年1月12日施行。1897年3月4日、ジョン・シャーマンがアメリカ合衆国国務長官に就任するため上院議員を辞任したことによる1899年5月4日までの残り任期の補欠議員と、その補欠議員の後継となる1899年3月4日から任期6年間の議員が同時に選出された。州議会上下各院は1月11日に招集され、2つの選挙について投票を行うことになった。各院で同じ候補者が多数票を得た場合、上下合同議会での投票は必要ないものとされた。この場合、上下合同議会で各院の議事記録が確認された後に選出された者が公表される。上下院でそれぞれ異なる投票結果となった場合は、合同会議での投票が行われる。選出には合計73票が必要であり、マークは最初の上下合同議会の投票で選出された。州知事エイサ・ブッシュネルは、州議会招集に先立つ1897年3月5日にはマークに上院議員選出を約束していた。11日の下院での投票結果は、マーク56票、ロバート・マキソン（共和党）49票、ジョン・J・レンツ（民主党）1票、アクィラ・ワイリー1票、アドニラム・J・ワーナー1票。上院は、マキソン19票、マーク17票。このように各院で異なる投票結果となったので、上下合同会議による投票が行われることになった。マークは下院側の投票56票、上院側の投票17票で合計73票（得票率50.69%）を得た。他の候補者の得票は、マキソン下院51、上院19の計70票（同48.61%）、レンツは下院のみ1票（同0.69%）。

### 1904年オハイオ州選出アメリカ合衆国上院議員選挙
1904年1月13日施行。任期は1905年3月4日から6年。1月12日に上下各院が招集され、マークが多数票を得た。議事記録確認後、上下合同会議にて選出が公表された。選出には71票が必要であった。投票結果は以下のとおり。マークが下院86、上院29で計115票（得票率82.14%）、ジョン・ヘシン・クラーク（民主党）が下院21、上院4で計25票（同17.86%）であった。マークはこの任期開始前に死去している。マークの1905年までの前任期の残りとこの選挙で得た1911年までの任期について、オハイオ州アクロン出身の合衆国下院議員チャールズ・W・F・ディックが選出された。